# Magyarország a 2012. évi nyári olimpiai játékokon
Magyarország a nagy-britanniai Londonban megrendezett 2012. évi nyári olimpiai játékok egyik részt vevő nemzete volt. Az országot az olimpián 21 sportágban 157 sportoló képviselte, akik összesen 18 érmet szereztek.

## Érmesek
| Érem  | Versenyző                                                         | Sportág    | Versenyszám               | Dátum         |
| ----- | ----------------------------------------------------------------- | ---------- | ------------------------- | ------------- |
| Arany | Pars Krisztián                                                    | Atlétika   | Férfi kalapácsvetés       | augusztus 5.  |
| Arany | Dombi Rudolf Kökény Roland                                        | Kajak-kenu | Férfi kajak kettes 1000 m | augusztus 8.  |
| Arany | Kozák Danuta                                                      | Kajak-kenu | Női kajak egyes 500 m     | augusztus 9.  |
| Arany | Fazekas-Zur Krisztina Kovács Katalin Kozák Danuta Szabó Gabriella | Kajak-kenu | Női kajak négyes 500 m    | augusztus 8.  |
| Arany | Berki Krisztián                                                   | Torna      | Férfi lólengés            | augusztus 5.  |
| Arany | Gyurta Dániel                                                     | Úszás      | Férfi 200 m mell          | augusztus 1.  |
| Arany | Risztov Éva                                                       | Úszás      | Női 10 km nyílt vízi      | augusztus 9.  |
| Arany | Szilágyi Áron                                                     | Vívás      | Férfi kard, egyéni        | július 29.    |
| Ezüst | Lőrincz Tamás                                                     | Birkózás   | Férfi kötöttfogás, 66 kg  | augusztus 7.  |
| Ezüst | Ungvári Miklós                                                    | Cselgáncs  | Férfi harmatsúly          | július 29.    |
| Ezüst | Kammerer Zoltán Kulifai Tamás Pauman Dániel Tóth Dávid            | Kajak-kenu | Férfi kajak négyes 1000 m | augusztus 9.  |
| Ezüst | Dusev-Janics Natasa Kovács Katalin                                | Kajak-kenu | Női kajak kettes 500 m    | augusztus 9.  |
| Bronz | Módos Péter                                                       | Birkózás   | Férfi kötöttfogás, 55 kg  | augusztus 5.  |
| Bronz | Hatos Gábor                                                       | Birkózás   | Férfi szabadfogás, 74 kg  | augusztus 10. |
| Bronz | Csernoviczki Éva                                                  | Cselgáncs  | Női légsúly               | július 28.    |
| Bronz | Dusev-Janics Natasa                                               | Kajak-kenu | Női kajak egyes 200 m     | augusztus 11. |
| Bronz | Marosi Ádám                                                       | Öttusa     | Férfi egyéni              | augusztus 11. |
| Bronz | Cseh László                                                       | Úszás      | Férfi 200 m vegyes        | augusztus 2.  |

| Sport         | 1. helyezett, aranyérmes | 2. helyezett, ezüstérmes | 3. helyezett, bronzérmes | Összesen |
| Asztalitenisz | 0                        | 0                        | 0                        | 0        |
| Atlétika      | 1                        | 0                        | 0                        | 1        |
| Birkózás      | 0                        | 1                        | 2                        | 3        |
| Cselgáncs     | 0                        | 1                        | 1                        | 2        |
| Evezés        | 0                        | 0                        | 0                        | 0        |
| Kajak-kenu    | 3                        | 2                        | 1                        | 6        |
| Kerékpározás  | 0                        | 0                        | 0                        | 0        |
| Kézilabda     | 0                        | 0                        | 0                        | 0        |
| Műugrás       | 0                        | 0                        | 0                        | 0        |
| Ökölvívás     | 0                        | 0                        | 0                        | 0        |
| Öttusa        | 0                        | 0                        | 1                        | 1        |
| Sportlövészet | 0                        | 0                        | 0                        | 0        |
| Súlyemelés    | 0                        | 0                        | 0                        | 0        |
| Szinkronúszás | 0                        | 0                        | 0                        | 0        |
| Tenisz        | 0                        | 0                        | 0                        | 0        |
| Torna         | 1                        | 0                        | 0                        | 1        |
| Triatlon      | 0                        | 0                        | 0                        | 0        |
| Úszás         | 2                        | 0                        | 1                        | 3        |
| Vitorlázás    | 0                        | 0                        | 0                        | 0        |
| Vívás         | 1                        | 0                        | 0                        | 1        |
| Vízilabda     | 0                        | 0                        | 0                        | 0        |
| Összesen      | 8                        | 4                        | 6                        | 18       |

| Naponként | Naponként     | Naponként                | Naponként                | Naponként                | Naponként | Naponként |
| --------- | ------------- | ------------------------ | ------------------------ | ------------------------ | --------- | --------- |
| Nap       | Dátum         | 1. helyezett, aranyérmes | 2. helyezett, ezüstérmes | 3. helyezett, bronzérmes | Összesen  |           |
| 1. nap    | Július 27.    | —                        | —                        | —                        | —         |           |
| 2. nap    | Július 28.    | 0                        | 0                        | 1                        | 1         |           |
| 3. nap    | Július 29.    | 1                        | 1                        | 0                        | 2         |           |
| 4. nap    | Július 30.    | 0                        | 0                        | 0                        | 0         |           |
| 5. nap    | Július 31.    | 0                        | 0                        | 0                        | 0         |           |
| 6. nap    | Augusztus 1.  | 1                        | 0                        | 0                        | 1         |           |
| 7. nap    | Augusztus 2.  | 0                        | 0                        | 1                        | 1         |           |
| 8. nap    | Augusztus 3.  | 0                        | 0                        | 0                        | 0         |           |
| 9. nap    | Augusztus 4.  | 0                        | 0                        | 0                        | 0         |           |
| 10. nap   | Augusztus 5.  | 2                        | 0                        | 1                        | 3         |           |
| 11. nap   | Augusztus 6.  | 0                        | 0                        | 0                        | 0         |           |
| 12. nap   | Augusztus 7.  | 0                        | 1                        | 0                        | 1         |           |
| 13. nap   | Augusztus 8.  | 2                        | 0                        | 0                        | 2         |           |
| 14. nap   | Augusztus 9.  | 2                        | 2                        | 0                        | 4         |           |
| 15. nap   | Augusztus 10. | 0                        | 0                        | 1                        | 1         |           |
| 16. nap   | Augusztus 11. | 0                        | 0                        | 2                        | 2         |           |
| 17. nap   | Augusztus 12. | 0                        | 0                        | 0                        | 0         |           |
| Összesen  |               | 8                        | 4                        | 6                        | 18        |           |

## További magyar pontszerzők

### 4. helyezettek
| Név | Sportág   | Versenyszám      |
| --- | --------- | ---------------- |
| Császár Gábor Fazekas Nándor Gulyás Péter Harsányi Gergely Ilyés Ferenc Iváncsik Gergő Laluska Balázs Lékai Máté Mikler Roland Mocsai Tamás Nagy László Putics Barna Pérez Carlos Schuch Timuzsin Vadkerti Attila Zubai Szabolcs | Kézilabda | Férfi            |
| Hosszú Katinka | Úszás     | Női 400 m vegyes |
| Gyurta Dániel | Úszás     | Férfi 100 m mell |
| Antal Dóra Bolonyai Flóra Bujka Barbara Czigány Dóra Csabai Dóra Drávucz Rita Gangl Edina Keszthelyi Rita Kisteleki Hanna Menczinger Katalin Szűcs Gabriella Takács Orsolya Tóth Ildikó                                          | Vízilabda | Női              |

### 5. helyezettek
| Név | Sportág   | Versenyszám                  |
| --- | --------- | ---------------------------- |
| Karakas Hedvig | Cselgáncs | Női könnyűsúly               |
| Joó Abigél | Cselgáncs | Női félnehézsúly             |
| Harcsa Zoltán | Ökölvívás | Férfi középsúly              |
| Cseh László Gyurta Dániel Kozma Dominik Pulai Bence | Úszás     | Férfi 4 × 100 m vegyes váltó |
| Biros Péter Hárai Balázs Hosnyánszky Norbert Kásás Tamás Kiss Gergely dr. Madaras Norbert Nagy Viktor Steinmetz Ádám Szécsi Zoltán Szivós Márton Varga Dániel Varga Dénes Varga Tamás | Vízilabda | Férfi                        |

### 6. helyezettek
| Név            | Sportág       | Versenyszám                 |
| -------------- | ------------- | --------------------------- |
| Vajda Attila   | Kajak-kenu    | Férfi kenu egyes 1000 m     |
| Dudás Miklós   | Kajak-kenu    | Férfi kajak egyes 200 m     |
| Csonka Zsófia  | Sportlövészet | Női sportpisztoly           |
| Bognár Richárd | Sportlövészet | Férfi dupla trap            |
| Sidi Péter     | Sportlövészet | Férfi sportpuska, összetett |
| Kis Gergő      | Úszás         | Férfi 400 m gyors           |
| Kapás Boglárka | Úszás         | Női 800 m gyors             |

## Eredményesség sportáganként
Az egyes sportágak eredményessége, illetve az induló versenyzők száma a következő (kiemelve az egyes oszlopokban előforduló legmagasabb érték, vagy értékek):
| Sportág, szakág | Helyezések száma | Helyezések száma | Helyezések száma | Helyezések száma | Helyezések száma | Helyezések száma | Olimpiai pont | Indulók száma | Indulók száma | Indulók száma |
| Sportág, szakág |                  |                  |                  | 4.               | 5.               | 6.               | Olimpiai pont | Férfi         | Nő            | Össz.         |
| Asztalitenisz   | 0                | 0                | 0                | 0                | 0                | 0                | 0             | 2             | 2             | 4             |
| Atlétika        | 1                | 0                | 0                | 0                | 0                | 0                | 7             | 10            | 8             | 18            |
| Birkózás        | 0                | 1                | 2                | 0                | 0                | 0                | 13            | 6             | 1             | 7             |
| Cselgáncs       | 0                | 1                | 1                | 0                | 2                | 0                | 13            | 4             | 4             | 8             |
| Evezés          | 0                | 0                | 0                | 0                | 0                | 0                | 0             | 4             | 0             | 4             |
| Kajak-kenu      | 3                | 2                | 1                | 0                | 0                | 2                | 37            | 8             | 5             | 13            |
| Kerékpározás    | 0                | 0                | 0                | 0                | 0                | 0                | 0             | 2             | 1             | 3             |
| Kézilabda       | 0                | 0                | 0                | 1                | 0                | 0                | 3             | 14            | 0             | 14            |
| Műugrás         | 0                | 0                | 0                | 0                | 0                | 0                | 0             | 0             | 2             | 2             |
| Ökölvívás       | 0                | 0                | 0                | 0                | 1                | 0                | 2             | 3             | 0             | 3             |
| Öttusa          | 0                | 0                | 1                | 0                | 0                | 0                | 4             | 2             | 2             | 4             |
| Sportlövészet   | 0                | 0                | 0                | 0                | 0                | 3                | 3             | 2             | 1             | 3             |
| Súlyemelés      | 0                | 0                | 0                | 0                | 0                | 0                | 0             | 1             | 0             | 1             |
| Szinkronúszás   | 0                | 0                | 0                | 0                | 0                | 0                | 0             | 0             | 2             | 2             |
| Tenisz          | 0                | 0                | 0                | 0                | 0                | 0                | 0             | 0             | 2             | 2             |
| Torna           | 1                | 0                | 0                | 0                | 0                | 0                | 7             | 2             | 1             | 3             |
| Triatlon        | 0                | 0                | 0                | 0                | 0                | 0                | 0             | 0             | 1             | 1             |
| Úszás           | 2                | 0                | 1                | 2                | 1                | 2                | 28            | 17            | 16            | 33            |
| Vitorlázás      | 0                | 0                | 0                | 0                | 0                | 0                | 0             | 2             | 1             | 3             |
| Vívás           | 1                | 0                | 0                | 0                | 0                | 0                | 7             | 2             | 2             | 4             |
| Vízilabda       | 0                | 0                | 0                | 1                | 1                | 0                | 5             | 13            | 13            | 26            |
|                 |                  |                  |                  |                  |                  |                  |               |               |               |               |
| Összesen        | 8                | 4                | 6                | 4                | 5                | 7                | 129           | 94            | 63            | 157           |

Az olimpiai pontok számát az alábbiak szerint lehet kiszámolni: 1. hely – 7 pont, 2. hely – 5 pont, 3. hely – 4 pont, 4. hely – 3 pont, 5. hely – 2 pont, 6. hely – 1 pont.

## Asztalitenisz

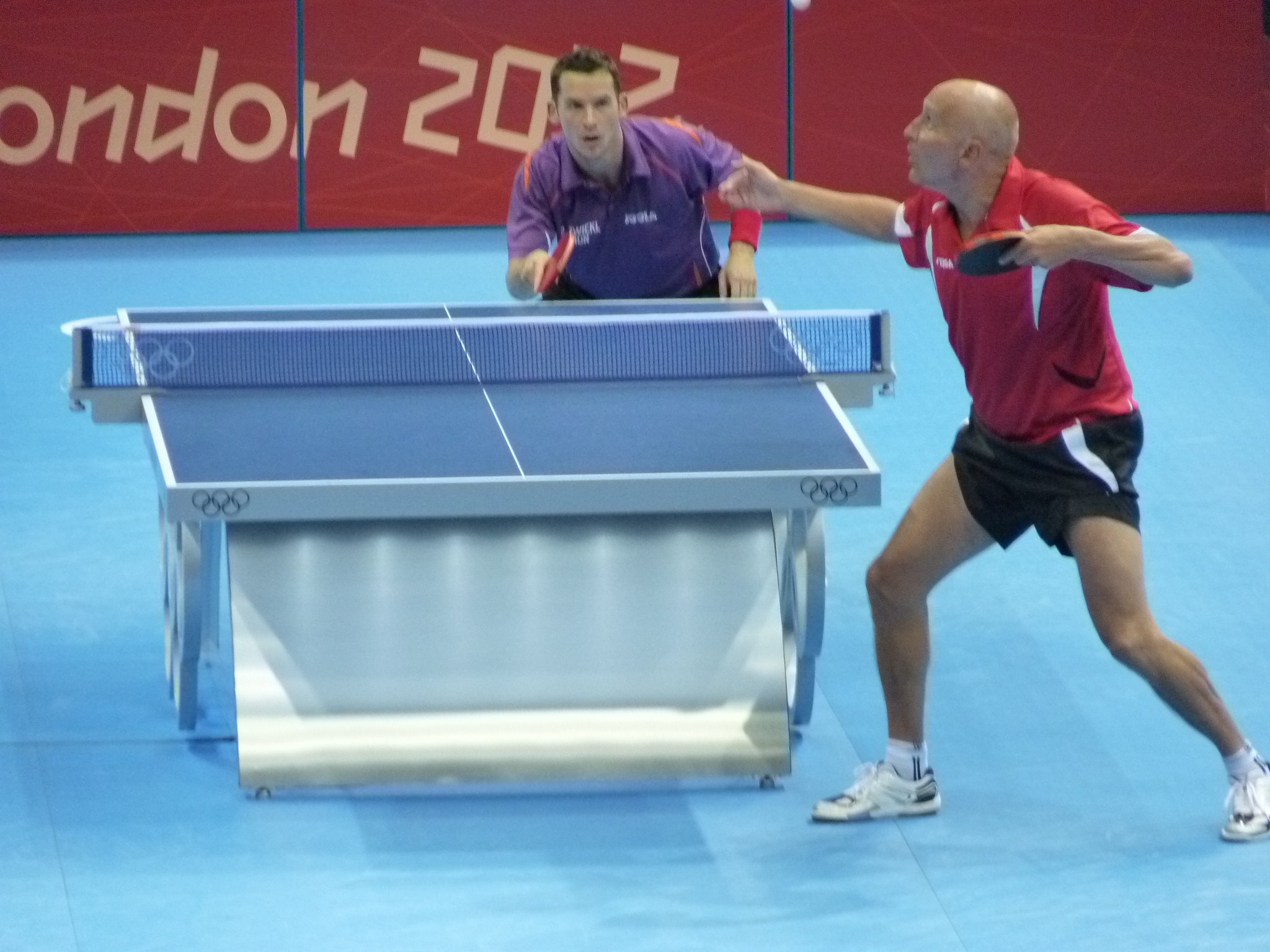
Zwickl Dániel (balra) az Allan Bentsen elleni mérkőzésen, az egyes versenyszám első körében

Kvótaszerzők
| Név             | Versenyszám  | Kvótaszerzés dátuma | Kvótaszerzés helye            |
| Zwickl Dániel   | férfi egyéni | 2012. április 14.   | luxemburgi olimpiai selejtező |
| Pattantyús Ádám | férfi egyéni | 2012. április 15.   | luxemburgi olimpiai selejtező |
| Póta Georgina   | női egyéni   | 2011. május 16.     | világranglista-helyezés       |
| Tóth Krisztina  | női egyéni   | 2011. május 16.     | világranglista-helyezés       |

Férfi
| Versenyző       | Versenyszám | Selejtező         | 64-es főtábla                                         | 48-as főtábla                                                   | 32-es főtábla                                  | Nyolcaddöntő      | Negyeddöntő       | Elődöntő          | Döntő             | Helyezés |
| Versenyző       | Versenyszám | Ellenfél Eredmény | Ellenfél Eredmény                                     | Ellenfél Eredmény                                               | Ellenfél Eredmény                              | Ellenfél Eredmény | Ellenfél Eredmény | Ellenfél Eredmény | Ellenfél Eredmény | Helyezés |
| --------------- | ----------- | ----------------- | ----------------------------------------------------- | --------------------------------------------------------------- | ---------------------------------------------- | ----------------- | ----------------- | ----------------- | ----------------- | -------- |
| Pattantyús Ádám | Egyes       | erőnyerő          | William Henzell (AUS) · 11-13, 8-11, 9-11, 11-6, 9-11 | kiesett                                                         | kiesett                                        | kiesett           | kiesett           | kiesett           | kiesett           | 49.      |
| Zwickl Dániel   | Egyes       | erőnyerő          | Allan Bentsen (DEN) · 11-9, 11-7, 12-10, 4-11, 11-8   | Aleksandar Karakašević (SRB) · 12-10, 12-10, 10-12, 11-8, 12-10 | Csuang Csi-jüan (TPE) · 8-11, 8-11, 6-11, 9-11 | kiesett           | kiesett           | kiesett           | kiesett           | 17.      |

Női
| Versenyző      | Versenyszám | Selejtező         | 64-es főtábla                                                    | 48-as főtábla                                                   | 32-es főtábla                                   | Nyolcaddöntő      | Negyeddöntő       | Elődöntő          | Döntő             | Helyezés |
| Versenyző      | Versenyszám | Ellenfél Eredmény | Ellenfél Eredmény                                                | Ellenfél Eredmény                                               | Ellenfél Eredmény                               | Ellenfél Eredmény | Ellenfél Eredmény | Ellenfél Eredmény | Ellenfél Eredmény | Helyezés |
| -------------- | ----------- | ----------------- | ---------------------------------------------------------------- | --------------------------------------------------------------- | ----------------------------------------------- | ----------------- | ----------------- | ----------------- | ----------------- | -------- |
| Póta Georgina  | Egyes       | erőnyerő          | erőnyerő                                                         | Tian Yuan (CRO) · 11-13, 11-4, 11-2, 12-10, 11-2                | Pak Mijong (KOR) · 11-3, 8-11, 8-11, 6-11, 9-11 | kiesett           | kiesett           | kiesett           | kiesett           | 17.      |
| Tóth Krisztina | Egyes       | erőnyerő          | Fabiola Ramos (VEN) · 11-9, 9-11, 9-11, 12-14, 11-5, 11-9, 12-10 | Csen Szu-ju (TPE) · 12-10, 11-7, 11-7, 13-15, 5-11, 5-11, 11-13 | kiesett                                         | kiesett           | kiesett           | kiesett           | kiesett           | 33.      |

## Atlétika
Nevezési szintek: A Nemzetközi Atlétikai Szövetség nevezési szinteket állapított meg az olimpiára (A szint, B szint). Egy ország egy versenyszámban legfeljebb 3 olyan versenyzőt indíthat, akik teljesítették az A szintet. B szintesből egy sportolót indíthat, ha nem nevez A szintes versenyzőt.

### A-szintesek
| Név             | Versenyszám         | Kvótaszerzés dátuma | Kvótaszerzés helye |
| Pars Krisztián  | férfi kalapácsvetés | 2011. május 8.      | Kavaszaki          |
| Kiss Dániel     | férfi 110 m gát     | 2011. június 19.    | İzmir              |
| Kálovics Anikó  | női maraton         | 2011. október 31.   | Frankfurt am Main  |
| Rakonczai Beáta | női maraton         | 2011. október 31.   | Frankfurt am Main  |
| Erdélyi Zsófia  | női maraton         | 2012. január 16.    | Houston            |
| Márton Anita    | női súlylökés       | 2012. április 28.   | Bar                |
| Baji Balázs     | férfi 110 m gát     | 2012. június 11.    | Prága              |

### B-szintesek

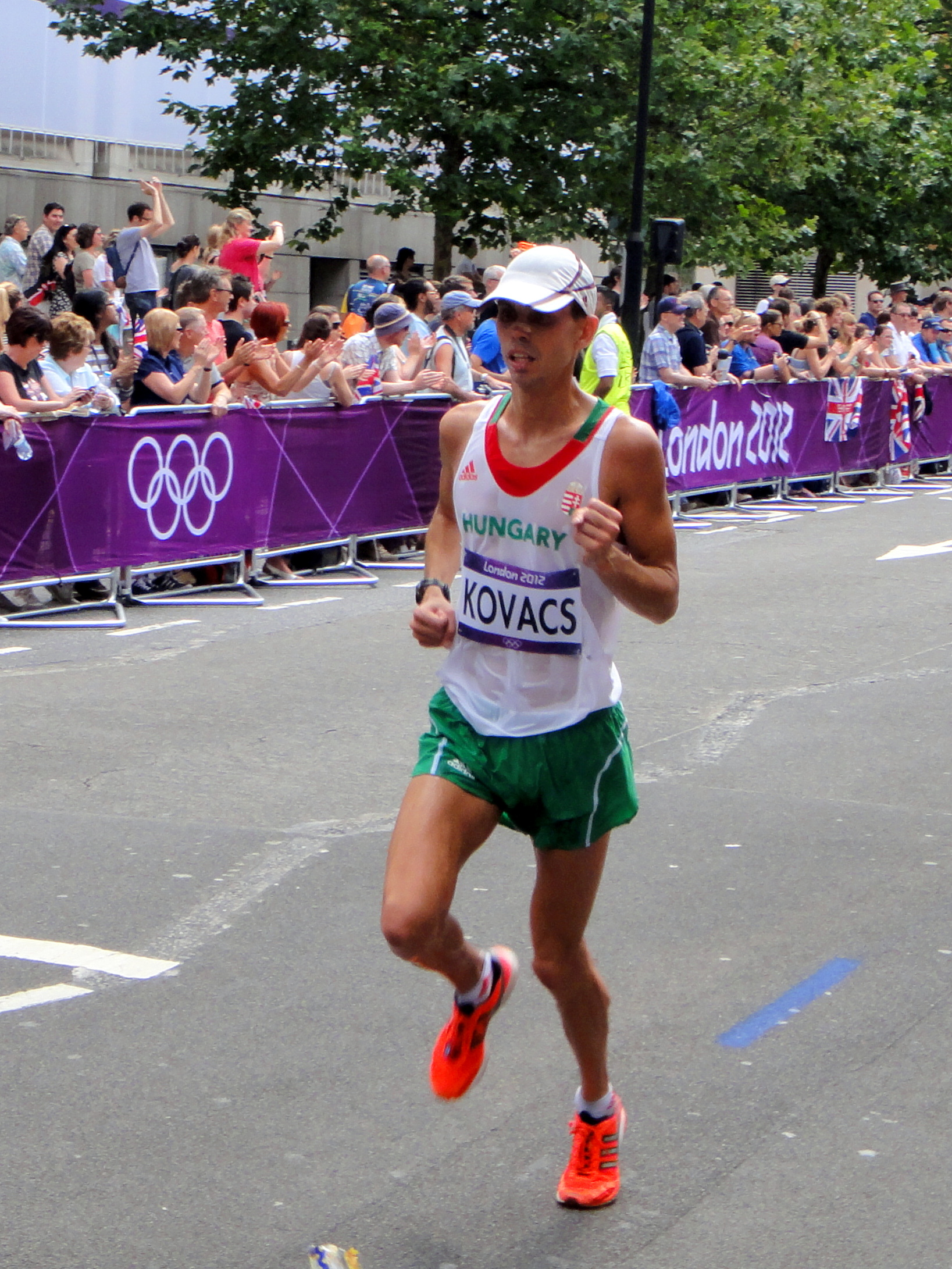
Kovács Tamás a maratonfutás versenyszámában

| Név               | Versenyszám               | Kvótaszerzés dátuma | Kvótaszerzés helye |
| Madarász Viktória | női 20 km gyaloglás       | 2011. március 20.   | Lugano             |
| Kovács Tamás      | férfi maraton             | 2011. május 8.      | Prága              |
| Farkas Györgyi    | hétpróba                  | 2011. május 22.     | Debrecen           |
| Orbán Éva         | női kalapácsvetés         | 2011. június 4.     | Zalaegerszeg       |
| Kürthy Lajos      | férfi súlylökés           | 2011. június 8.     | Celje              |
| Minczér Albert    | férfi 3000 m akadályfutás | 2011. június 12.    | Strasbourg         |
| Deák Nagy Marcell | férfi 400 m síkfutás      | 2011. július 22.    | Tallinn            |
| Kazi Tamás        | férfi 800 m síkfutás      | 2011. augusztus 13. | Budapest           |
| Helebrandt Máté   | férfi 20 km gyaloglás     | 2012. április 22.   | Poděbrady          |
| Juhász Vanda      | női gerelyhajítás         | 2012. május 28.     | Székesfehérvár     |
| Szabó Attila      | férfi tízpróba            | 2012. július 4.     | Budapest           |

Férfi
| Versenyző         | Versenyszám     | Előfutam | Előfutam | Előfutam | Elődöntő | Elődöntő | Elődöntő | Döntő   | Döntő    |
| Versenyző         | Versenyszám     | Idő      | Hely.    | Össz.    | Idő      | Hely.    | Össz.    | Idő     | Helyezés |
| ----------------- | --------------- | -------- | -------- | -------- | -------- | -------- | -------- | ------- | -------- |
| Deák Nagy Marcell | 400 m           | 46,17    | 4.       | 32.      | kiesett  | kiesett  | kiesett  | kiesett | kiesett  |
| Kazi Tamás        | 800 m           | 1:47,10  | 6.       | 30.      | kiesett  | kiesett  | kiesett  | kiesett | kiesett  |
| Baji Balázs       | 110 m gát       | 13,76    | 5.       | 35.      | kiesett  | kiesett  | kiesett  | kiesett | kiesett  |
| Kiss Dániel       | 110 m gát       | 13,62    | 6.       | 25.*     | kiesett  | kiesett  | kiesett  | kiesett | kiesett  |
| Minczér Albert    | 3000 m akadály  | 8:40,74  | 11.      | 31.*     |          |          |          | kiesett | kiesett  |
| Kovács Tamás      | Maraton         |          |          |          |          |          |          | 2:27:48 | 72.      |
| Helebrandt Máté   | 20 km gyaloglás |          |          |          |          |          |          | 1:23:32 | 32.      |

| Versenyző      | Versenyszám   | Selejtező | Selejtező | Döntő    | Döntő    |
| Versenyző      | Versenyszám   | Eredmény  | Helyezés  | Eredmény | Helyezés |
| -------------- | ------------- | --------- | --------- | -------- | -------- |
| Kürthy Lajos   | Súlylökés     | 19,65 m   | 21.       | kiesett  | kiesett  |
| Pars Krisztián | Kalapácsvetés | 79,37 m   | 1.        | 80,59 m  |          |

| Versenyző    | Versenyszám | 100 m | 100 m | Távolugrás | Távolugrás | Súlylökés | Súlylökés | Magasugrás | Magasugrás | 400 m | 400 m | 110 m gát | 110 m gát | Diszkoszvetés | Diszkoszvetés | Rúdugrás | Rúdugrás | Gerelyhajítás | Gerelyhajítás | 1500 m  | 1500 m | Végeredmény | Végeredmény |
| Versenyző    | Versenyszám | Idő   | Pont  | Eredmény   | Pont       | Eredmény  | Pont      | Eredmény   | Pont       | Idő   | Pont  | Idő       | Pont      | Eredmény      | Pont          | Eredmény | Pont     | Eredmény      | Pont          | Idő     | Pont   | Pont        | Helyezés    |
| ------------ | ----------- | ----- | ----- | ---------- | ---------- | --------- | --------- | ---------- | ---------- | ----- | ----- | --------- | --------- | ------------- | ------------- | -------- | -------- | ------------- | ------------- | ------- | ------ | ----------- | ----------- |
| Szabó Attila | Tízpróba    | 11,15 | 827   | 696 cm     | 804        | 13,93 m   | 724       | 190 cm     | 714        | 50,83 | 777   | 14,92     | 859       | 45,14 m       | 770           | 460 cm   | 790      | 58,84 m       | 720           | 4:53,81 | 596    | 7581        | 24.         |

Női
| Versenyző         | Versenyszám     | Eredmény | Helyezés |
| ----------------- | --------------- | -------- | -------- |
| Erdélyi Zsófia    | Maraton         | 2:44:45  | 92.      |
| Kálovics Anikó    | Maraton         | 2:45:55  | 95.      |
| Rakonczai Beáta   | Maraton         | 2:41:20  | 85.      |
| Madarász Viktória | 20 km gyaloglás | 1:34:48  | 41.      |

| Versenyző    | Versenyszám   | Selejtező | Selejtező | Döntő    | Döntő    |
| Versenyző    | Versenyszám   | Eredmény  | Helyezés  | Eredmény | Helyezés |
| ------------ | ------------- | --------- | --------- | -------- | -------- |
| Márton Anita | Súlylökés     | 17,48 m   | 23.       | kiesett  | kiesett  |
| Orbán Éva    | Kalapácsvetés | 68,64 m   | 17.       | kiesett  | kiesett  |
| Juhász Vanda | Gerelyhajítás | 50,01 m   | 36.       | kiesett  | kiesett  |

| Versenyző      | Versenyszám | 100 m gát | 100 m gát | Magasugrás | Magasugrás | Súlylökés | Súlylökés | 200 m | 200 m | Távolugrás | Távolugrás | Gerelyhajítás | Gerelyhajítás | 800 m   | 800 m | Végeredmény | Végeredmény |
| Versenyző      | Versenyszám | Idő       | Pont      | Eredmény   | Pont       | Eredmény  | Pont      | Idő   | Pont  | Eredmény   | Pont       | Eredmény      | Pont          | Idő     | Pont  | Pont        | Helyezés    |
| -------------- | ----------- | --------- | --------- | ---------- | ---------- | --------- | --------- | ----- | ----- | ---------- | ---------- | ------------- | ------------- | ------- | ----- | ----------- | ----------- |
| Farkas Györgyi | Hétpróba    | 14,33     | 932       | 180 cm     | 978        | 13,55 m   | 764       | 25,72 | 822   | 607 cm     | 871        | 46,52 m       | 793           | 2:17,83 | 853   | 6013        | 22.         |

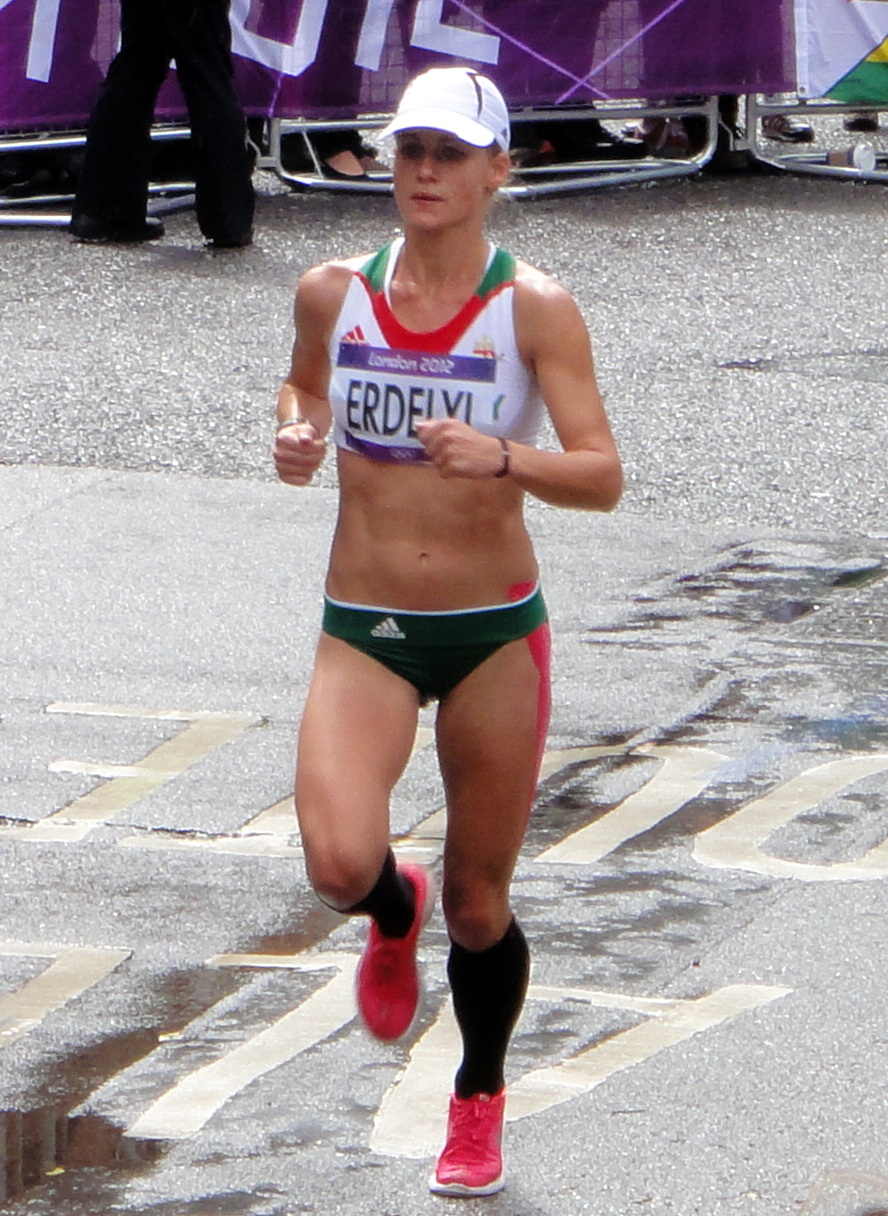
Erdélyi Zsófia a maratonfutás versenyszámában

* - egy másik versenyzővel azonos időt ért el

## Birkózás
Kvótaszerzők
| Név                | Versenyszám                           | Kvótaszerzés dátuma  | Kvótaszerzés helye |
| Módos Péter        | férfi 55 kg-os kötöttfogású birkózás  | 2011. szeptember 12. | Isztambul          |
| Deák Bárdos Mihály | férfi 120 kg-os kötöttfogású birkózás | 2011. szeptember 13. | Isztambul          |
| Lőrincz Tamás      | férfi 66 kg-os kötöttfogású birkózás  | 2012. április 28.    | Tajjüan            |
| Bácsi Péter        | férfi 74 kg-os kötöttfogású birkózás  | 2012. április 28.    | Tajjüan            |
| Sastin Marianna    | női 63 kg-os szabadfogású birkózás    | 2011. szeptember 15. | Isztambul          |
| Ligeti Dániel      | férfi 120 kg-os szabadfogású birkózás | 2012. április 21.    | Szófia             |
| Hatos Gábor        | férfi 74 kg-os szabadfogású birkózás  | 2012. április 27.    | Tajjüan            |

### Férfi
Kötöttfogású
| Versenyző          | Versenyszám | Selejtező                       | Nyolcaddöntő                                  | Negyeddöntő                         | Elődöntő                            | Vigaszág első kör | Vigaszág elődöntő                | Bronz- mérkőzés                    | Döntő                      | Helyezés |
| Versenyző          | Versenyszám | Ellenfél Eredmény               | Ellenfél Eredmény                             | Ellenfél Eredmény                   | Ellenfél Eredmény                   | Ellenfél Eredmény | Ellenfél Eredmény                | Ellenfél Eredmény                  | Ellenfél Eredmény          | Helyezés |
| ------------------ | ----------- | ------------------------------- | --------------------------------------------- | ----------------------------------- | ----------------------------------- | ----------------- | -------------------------------- | ---------------------------------- | -------------------------- | -------- |
| Módos Péter        | 55 kg       | erőnyerő                        | Elmurat Taszmuradov (UZB) · 2-0, 2-0          | Hamid Szórján (IRI) · 0-2, 0-1      |                                     |                   | Arszen Eralijev (KGZ) · 1-0, 2-0 | Håkan Nyblom (DEN) · 3-0, 0-3, 2-0 |                            |          |
| Lőrincz Tamás      | 66 kg       | erőnyerő                        | Frank Stäbler (GER) · 4-1, 2-0                | Justin Lester (USA) · 0-2, 1-0, 2-0 | Manuchar Tskhadaia (GEO) · 4-0, 3-0 |                   |                                  |                                    | Kim Hjonu (KOR) · 0-1, 0-2 |          |
| Bácsi Péter        | 74 kg       | erőnyerő                        | Aleksandr Kazakevič (LTU) · 1-0, 0-1, feladta | kiesett                             | kiesett                             |                   |                                  |                                    |                            | 14.      |
| Deák Bárdos Mihály | 120 kg      | Liu Tö-li (CHN) · 1-0, 0-1, 1-0 | Johan Eurén (SWE) · 0-1, 0-2                  | kiesett                             | kiesett                             |                   |                                  |                                    |                            | 11.      |

Szabadfogású
| Versenyző     | Versenyszám | Selejtező         | Nyolcaddöntő                       | Negyeddöntő                         | Elődöntő                         | Vigaszág első kör | Vigaszág elődöntő | Bronz- mérkőzés                 | Döntő             | Helyezés |
| Versenyző     | Versenyszám | Ellenfél Eredmény | Ellenfél Eredmény                  | Ellenfél Eredmény                   | Ellenfél Eredmény                | Ellenfél Eredmény | Ellenfél Eredmény | Ellenfél Eredmény               | Ellenfél Eredmény | Helyezés |
| ------------- | ----------- | ----------------- | ---------------------------------- | ----------------------------------- | -------------------------------- | ----------------- | ----------------- | ------------------------------- | ----------------- | -------- |
| Hatos Gábor   | 74 kg       | erőnyerő          | Zhang Chongyao (CHN) · 2-0, 2-0    | Abdulhakim Sapijev (KAZ) · 1-0, 1-0 | Sadegh Goudarzi (IRI) · 0-2, 0-2 |                   |                   | Soslan Tigiyev (UZB) · 0-1, 0-1 |                   | *        |
| Ligeti Dániel | 120 kg      | erőnyerő          | Aljakszej Samarav (BLR) · 0-2, 1-2 | kiesett                             | kiesett                          |                   |                   |                                 |                   | 12.      |

* – Soslan Tigiyevet doppingvétség miatt utólag kizárták.

### Női
Szabadfogású
| Versenyző       | Versenyszám | Selejtező                        | Nyolcaddöntő                       | Negyeddöntő       | Elődöntő          | Vigaszág első kör | Vigaszág elődöntő | Bronz- mérkőzés   | Döntő             | Helyezés |
| Versenyző       | Versenyszám | Ellenfél Eredmény                | Ellenfél Eredmény                  | Ellenfél Eredmény | Ellenfél Eredmény | Ellenfél Eredmény | Ellenfél Eredmény | Ellenfél Eredmény | Ellenfél Eredmény | Helyezés |
| --------------- | ----------- | -------------------------------- | ---------------------------------- | ----------------- | ----------------- | ----------------- | ----------------- | ----------------- | ----------------- | -------- |
| Sastin Marianna | 63 kg       | Jacira Mendonca (GBS) · 3-0, 1-0 | Julija Osztapcsuk (UKR) · 0-4, 0-1 | kiesett           | kiesett           |                   |                   |                   |                   | 11.      |

## Cselgáncs
Kvótaszerzők
| Név              | Versenyszám      | Kvótaszerzés dátuma | Kvótaszerzés helye      |
| Ungvári Miklós   | férfi harmatsúly | 2012. április 28.   | világranglista-helyezés |
| Csoknyai László  | férfi váltósúly  | 2012. április 28.   | világranglista-helyezés |
| Bor Barna        | férfi nehézsúly  | 2012. április 28.   | világranglista-helyezés |
| Csernoviczki Éva | női légsúly      | 2012. április 28.   | világranglista-helyezés |
| Karakas Hedvig   | női könnyűsúly   | 2012. április 28.   | világranglista-helyezés |
| Mészáros Anett   | női középsúly    | 2012. április 28.   | világranglista-helyezés |
| Joó Abigél       | női félnehézsúly | 2012. április 28.   | világranglista-helyezés |
| Madarász Tamás   | férfi középsúly  | 2012. május 9.      | szabadkártya            |

Férfi
| Versenyző       | Versenyszám | Selejtező                            | 32-es főtábla                           | Nyolcaddöntő                           | Negyeddöntő                           | Elődöntő                            | Vigaszág elődöntő                          | Bronz- mérkőzés   | Döntő                                    | Helyezés |
| Versenyző       | Versenyszám | Ellenfél Eredmény                    | Ellenfél Eredmény                       | Ellenfél Eredmény                      | Ellenfél Eredmény                     | Ellenfél Eredmény                   | Ellenfél Eredmény                          | Ellenfél Eredmény | Ellenfél Eredmény                        | Helyezés |
| --------------- | ----------- | ------------------------------------ | --------------------------------------- | -------------------------------------- | ------------------------------------- | ----------------------------------- | ------------------------------------------ | ----------------- | ---------------------------------------- | -------- |
| Ungvári Miklós  | Harmatsúly  | Ajmal Faizzada (AFG) · 100(0)-000(0) | Eddermys Sanchez (BIZ) · 100(0)-000(0)  | Rok Drakšič (SLO) · 001(1)-000(2)      | Paweł Zagrodnik (POL) · 001(0)-000(2) | Sugoi Uriarte (ESP) · 001(1)-000(0) |                                            |                   | Lasa Savdatuasvili (GEO) · 000(1)-001(0) |          |
| Csoknyai László | Váltósúly   | erőnyerő                             | Putu Wiradamungga (INA) · 020(0)-000(1) | Kim Dzsebom (KOR) · 000(2)-001(0)      | kiesett                               | kiesett                             |                                            |                   |                                          | 9.       |
| Madarász Tamás  | Középsúly   |                                      | erőnyerő                                | Dilshod Choriyev (UZB) · 000(1)-100(1) | kiesett                               | kiesett                             |                                            |                   |                                          | 9.       |
| Bor Barna       | Nehézsúly   |                                      | Luuk Verbij (NED) · 001(0)-000(2)       | El Mehdi Malki (MAR) · 100(0)-000(0)   | Andreas Tölzer (GER) · 000(2)-001(1)  |                                     | Rafael Silva (BRA) · 000(1)-000(1) (bírói) | kiesett           |                                          | 7.       |

Női
| Versenyző        | Versenyszám  | Selejtező                                 | Nyolcaddöntő                                 | Negyeddöntő                                    | Elődöntő          | Vigaszág elődöntő                      | Bronz- mérkőzés                       | Döntő             | Helyezés |
| Versenyző        | Versenyszám  | Ellenfél Eredmény                         | Ellenfél Eredmény                            | Ellenfél Eredmény                              | Ellenfél Eredmény | Ellenfél Eredmény                      | Ellenfél Eredmény                     | Ellenfél Eredmény | Helyezés |
| ---------------- | ------------ | ----------------------------------------- | -------------------------------------------- | ---------------------------------------------- | ----------------- | -------------------------------------- | ------------------------------------- | ----------------- | -------- |
| Csernoviczki Éva | Légsúly      | erőnyerő                                  | Birgit Ente (NED) · 001(0)-000(1)            | Charline Van Snick (BEL) · 000(0)-100(1)       |                   | Vu Su-ken (CHN) · 021(0)-000(2)        | Fukumi Tomoko (JPN) · 100(1)-000(1)   |                   |          |
| Karakas Hedvig   | Könnyűsúly   | Concepción Bellorín (ESP) · 100(0)-001(1) | Rafaele Silva (BRA) · 100(1)-000(H)          | Corina Căprioriu (ROU) · 000(0)-000(0) (bírói) |                   | Irina Zablugyina (RUS) · 001(1)-000(0) | Automne Pavia (FRA) · 000(2)-001(1)   |                   | 5.       |
| Mészáros Anett   | Középsúly    | erőnyerő                                  | Kerstin Thiele (GER) · 000(1)-000(1) (bírói) | kiesett                                        | kiesett           |                                        |                                       |                   | 9.       |
| Joó Abigél       | Félnehézsúly | erőnyerő                                  | Audrey Koumba (GAB) · 100(0)-000(0)          | Kayla Harrison (USA) · 010(0)-101(0)           |                   | Daria Pogorzelec (POL) · 101(2)-002(2) | Audrey Tcheuméo (FRA) · 000(1)-100(0) |                   | 5.       |

## Evezés
Kvótaszerzők
| Név            | Versenyszám                    | Kvótaszerzés dátuma | Kvótaszerzés helye |
| Simon Béla     | férfi kormányos nélküli kettes | 2011. szeptember 3. | Bled               |
| Széll Domonkos | férfi kormányos nélküli kettes | 2011. szeptember 3. | Bled               |
| Hirling Zsolt  | férfi könnyűsúlyú kétpárevezős | 2012. május 23.     | Luzern             |
| Varga Tamás    | férfi könnyűsúlyú kétpárevezős | 2012. május 23.     | Luzern             |

Férfi
| Versenyző                 | Versenyszám              | Előfutam | Előfutam | Vigaszág | Vigaszág | Elődöntő | Elődöntő | Elődöntő | Döntő   | Döntő   | Döntő   | Helyezés |
| Versenyző                 | Versenyszám              | Idő      | Hely.    | Idő      | Hely.    | Típus    | Idő      | Hely.    | Típus   | Idő     | Hely.   | Helyezés |
| ------------------------- | ------------------------ | -------- | -------- | -------- | -------- | -------- | -------- | -------- | ------- | ------- | ------- | -------- |
| Hirling Zsolt Varga Tamás | Könnyűsúlyú kétpárevezős | 6:39,80  | 4.       | 6:32,31  | 2.       | A/B      | 6:42,81  | 5.       | B       | 6:39,98 | 5.      | 11.      |
| Simon Béla Széll Domonkos | Kormányos nélküli kettes | 6:46,18  | 5.       | 6:27,88  | 4.       | kiesett  | kiesett  | kiesett  | kiesett | kiesett | kiesett | 13.      |

## Kajak-kenu

### Síkvízi
Kvótaszerzők
| Név                 | Versenyszám                  | Kvótaszerzés dátuma                     | Kvótaszerzés helye                        |
| Szabó Gabriella     | női K4 500m                  | 2011. augusztus 18.                     | 2011-es síkvízi kajak-kenu világbajnokság |
| Kozák Danuta        | női K4 500m női K1 500m      | 2011. augusztus 18. 2011. augusztus 20. | 2011-es síkvízi kajak-kenu világbajnokság |
| Vajda Attila        | férfi C1 1000m férfi C1 200m | 2011. augusztus 19.                     | 2011-es síkvízi kajak-kenu világbajnokság |
| Kovács Katalin      | női K4 500m női K2 500m      | 2011. augusztus 18. 2011. augusztus 20. | 2011-es síkvízi kajak-kenu világbajnokság |
| Dusev-Janics Natasa | női K2 500m, női K1 200m     |                                         | Megnyerte a válogatót                     |
| Benedek Dalma       | női K4 500m                  | 2011. augusztus 18.                     | 2011-es síkvízi kajak-kenu világbajnokság |
| Vereckei Ákos       | férfi K4 1000m               | 2011. augusztus 19.                     | 2011-es síkvízi kajak-kenu világbajnokság |
| Kucsera Gábor       | férfi K4 1000m               | 2011. augusztus 19.                     | 2011-es síkvízi kajak-kenu világbajnokság |
| Kammerer Zoltán     | férfi K4 1000m               | 2011. augusztus 19.                     | 2011-es síkvízi kajak-kenu világbajnokság |
| Boros Gergely       | férfi K4 1000m               | 2011. augusztus 19.                     | 2011-es síkvízi kajak-kenu világbajnokság |
| Dombi Rudolf        | férfi K2 1000m               | 2011. augusztus 19.                     | 2011-es síkvízi kajak-kenu világbajnokság |
| Kökény Roland       | férfi K2 1000m               | 2011. augusztus 19.                     | 2011-es síkvízi kajak-kenu világbajnokság |
| Csipes Tamara       | női K2 500m                  | 2011. augusztus 20.                     | 2011-es síkvízi kajak-kenu világbajnokság |
| Molnár Péter        | férfi K1 200m                | 2011. augusztus 21.                     | 2011-es síkvízi kajak-kenu világbajnokság |
| Paksy Tímea         | női K1 200m                  | 2011. augusztus 21.                     | 2011-es síkvízi kajak-kenu világbajnokság |

Olimpikonok adatai:
| Név                 | Születési idő       | Születési hely | Egyesület       |
| Dudás Miklós        | 1991. április 14.   | Budapest       | Angyalföldi VSE |
| Dombi Rudolf        | 1986. november 9.   | Budapest       | Építők MDKC     |
| Dusev-Janics Natasa | 1982. június 24.    | Palánka        | DÉMÁSZ Szeged   |
| Fazekas Krisztina   | 1980. augusztus 1.  | Budapest       | Győri VSE       |
| Kammerer Zoltán     | 1978. március 10.   | Vác            | Győri VSE       |
| Kovács Katalin      | 1976. február 29.   | Budapest       | Bp. Honvéd      |
| Kozák Danuta        | 1987. január 11.    | Budapest       | Bp. Honvéd      |
| Kökény Roland       | 1975. október 24.   | Miskolc        | Esztergomi KKSE |
| Kulifai Tamás       | 1989. május 4.      | Budapest       | MTK             |
| Pauman Dániel       | 1986. augusztus 13. | Vác            | MTK             |
| Szabó Gabriella     | 1986. augusztus 14. | Budapest       | Bp. Honvéd      |
| Tóth Dávid          | 1985. február 21.   | Székesfehérvár | MTK             |
| Vajda Attila        | 1983. március 17.   | Szeged         | DÉMÁSZ Szeged   |

Férfi
| Versenyző                                              | Versenyszám         | Előfutam | Előfutam | Előfutam | Elődöntő | Elődöntő | Elődöntő | Döntő | Döntő    | Döntő    | Helyezés |
| Versenyző                                              | Versenyszám         | Idő      | Hely.    | Össz.    | Idő      | Hely.    | Össz.    | Típus | Idő      | Helyezés | Helyezés |
| ------------------------------------------------------ | ------------------- | -------- | -------- | -------- | -------- | -------- | -------- | ----- | -------- | -------- | -------- |
| Dudás Miklós                                           | Kajak egyes 200 m   | 35,323   | 3.       | 3.       | 35,993   | 3.       | 5.       | A     | 36,830   | 6.       | 6.       |
| Dombi Rudolf Kökény Roland                             | Kajak kettes 1000 m | 3:11,393 | 1.D      | 1.       |          |          |          | A     | 3:09,646 | 1.       |          |
| Tóth Dávid Kulifai Tamás Kammerer Zoltán Pauman Dániel | Kajak négyes 1000 m | 2:54,153 | 1.D      | 1.       |          |          |          | A     | 2:55,699 | 2.       |          |
| Vajda Attila                                           | Kenu egyes 200 m    | 44,761   | 5.       | 22.      | 42,970   | 5.       | 16.      | B     | 44,466   | 3.       | 11.      |
| Vajda Attila                                           | Kenu egyes 1000 m   | 3:59,853 | 2.       | 6.       | 3:52,365 | 2.       | 4.       | A     | 3:50,926 | 6.       | 6.       |

Női
| Versenyző                                                     | Versenyszám        | Előfutam | Előfutam | Előfutam | Elődöntő | Elődöntő | Elődöntő | Döntő | Döntő    | Döntő    | Helyezés |
| Versenyző                                                     | Versenyszám        | Idő      | Hely.    | Össz.    | Idő      | Hely.    | Össz.    | Típus | Idő      | Helyezés | Helyezés |
| ------------------------------------------------------------- | ------------------ | -------- | -------- | -------- | -------- | -------- | -------- | ----- | -------- | -------- | -------- |
| Dusev-Janics Natasa                                           | Kajak egyes 200 m  | 41,221   | 1.       | 1.       | 40,570   | 1.       | 2.       | A     | 45,128   | 3.       |          |
| Kozák Danuta                                                  | Kajak egyes 500 m  | 1:52,828 | 1.       | 7.       | 1:50,469 | 1.       | 1.       | A     | 1:51,456 | 1.       |          |
| Kovács Katalin Dusev-Janics Natasa                            | Kajak kettes 500 m | 1:43,984 | 1.       | 2.       | 1:41,613 | 2.       | 2.       | A     | 1:43,278 | 2.       |          |
| Szabó Gabriella Kozák Danuta Kovács Katalin Fazekas Krisztina | Kajak négyes 500 m | 1:35,769 | 1.D      | 5.       |          |          |          | A     | 1:30,827 | 1.       |          |

## Kerékpározás

### Hegyi-kerékpározás
Kvótaszerzők
| Név           | Versenyszám        | Kvótaszerzés dátuma | Kvótaszerzés helye     |
| Parti András  | férfi terepverseny | 2012. május 23.     | UCI ranglista-helyezés |
| Benkó Barbara | női terepverseny   | 2012. június 19.    | UCI ranglista-helyezés |

| Versenyző     | Versenyszám        | Idő              | Helyezés      |
| ------------- | ------------------ | ---------------- | ------------- |
| Parti András  | Férfi terepverseny | nem ért célba    | nem ért célba |
| Benkó Barbara | Női terepverseny   | 1:43:24 (+12:32) | 27.           |

### Országúti kerékpározás
Kvótaszerzők
| Név               | Versenyszám                | Kvótaszerzés dátuma | Kvótaszerzés helye    |
| Lovassy Krisztián | férfi egyéni mezőnyverseny | 2011. október 21.   | UCI-ranglistahelyezés |

Férfi
| Versenyző         | Versenyszám   | Idő           | Helyezés      |
| ----------------- | ------------- | ------------- | ------------- |
| Lovassy Krisztián | Mezőnyverseny | nem ért célba | nem ért célba |

## Kézilabda

### Férfi
Kvótaszerzők
| Név               | Versenyszám     | Kvótaszerzés dátuma | Kvótaszerzés helye           |
| Magyar válogatott | férfi kézilabda | 2012. április 7.    | Göteborg, olimpiai selejtező |

Játékoskeret
| Név              | Születési idő        | Születési hely   | Klub            |
| Császár Gábor    | 1984. június 16.     | Celldömölk       | MKB Veszprém KC |
| Fazekas Nándor   | 1976. október 16.    | Kecskemét        | MKB Veszprém KC |
| Gulyás Péter     | 1984. március 4.     | Várpalota        | MKB Veszprém KC |
| Harsányi Gergely | 1981. május 3.       | Nyíregyháza      | Tatabánya KC    |
| Ilyés Ferenc     | 1981. december 20.   | Székelyudvarhely | MKB Veszprém KC |
| Iváncsik Gergő   | 1981. november 30.   | Győr             | MKB Veszprém KC |
| Laluska Balázs   | 1981. június 20.     | Szeged           | MKB Veszprém KC |
| Lékai Máté       | 1988. június 16.     | Budapest         | Pick Szeged     |
| Mikler Roland    | 1984. szeptember 20. | Dunaújváros      | Pick Szeged     |
| Mocsai Tamás     | 1978. december 9.    | Budapest         | Flensburg       |
| Nagy László      | 1981. március 3.     | Székesfehérvár   | FC Barcelona    |
| Putics Barna     | 1984. augusztus 18.  | Pécs             | VfL Gummersbach |
| Pérez Carlos     | 1971. augusztus 26.  | Havanna          | MKB Veszprém KC |
| Schuch Timuzsin  | 1985. június 4.      | Nagyatád         | MKB Veszprém KC |
| Vadkerti Attila  | 1982. február 22.    | Érsekújvár       | Pick Szeged     |
| Zubai Szabolcs   | 1984. március 31.    | Mezőkövesd       | Pick Szeged     |

### Eredmények
Csoportkör
B csoport
| Csapat              | M | Gy | D | V | G+  | G–  | Gk  | P  |
| ------------------- | - | -- | - | - | --- | --- | --- | -- |
| Horvátország (CRO)  | 5 | 5  | 0 | 0 | 150 | 109 | +41 | 10 |
| Dánia (DEN)         | 5 | 4  | 0 | 1 | 124 | 129 | −5  | 8  |
| Spanyolország (ESP) | 5 | 3  | 0 | 2 | 140 | 126 | +14 | 6  |
| Magyarország (HUN)  | 5 | 2  | 0 | 3 | 114 | 128 | −14 | 4  |
| Szerbia (SRB)       | 5 | 1  | 0 | 4 | 120 | 131 | −11 | 2  |
| Dél-Korea (KOR)     | 5 | 0  | 0 | 5 | 115 | 140 | −25 | 0  |

| 2012. július 29. 21:15 (22:15) | Magyarország (HUN) | 25–27       | Dánia (DEN) | Copper Box, London Nézőszám: 5000 Játékvezetők: Lazaar, Reveret (FRA) |
| 2012. július 29. 21:15 (22:15) | Császár 8          | (10–13)     | Eggert 9    | Copper Box, London Nézőszám: 5000 Játékvezetők: Lazaar, Reveret (FRA) |
| 2012. július 29. 21:15 (22:15) | 7× 1×              | Jegyzőkönyv | 5× 3×       | Copper Box, London Nézőszám: 5000 Játékvezetők: Lazaar, Reveret (FRA) |

| 2012. július 31. 11:15 (12:15) | Dél-Korea (KOR)           | 19–22       | Magyarország (HUN) | Copper Box, London Nézőszám: 4262 Játékvezetők: Nacsevszki, Nikolov (MKD) |
| 2012. július 31. 11:15 (12:15) | Csong Ikjong, Csong Han 4 | (9–7)       | Lékai 5            | Copper Box, London Nézőszám: 4262 Játékvezetők: Nacsevszki, Nikolov (MKD) |
| 2012. július 31. 11:15 (12:15) | 3× 4×                     | Jegyzőkönyv | 4× 4×              | Copper Box, London Nézőszám: 4262 Játékvezetők: Nacsevszki, Nikolov (MKD) |

| 2012. augusztus 2. 14:30 (15:30) | Horvátország (CRO) | 26–19       | Magyarország (HUN) | Copper Box, London Nézőszám: 4950 Játékvezetők: Abrahamsen, Kristiansen (NOR) |
| 2012. augusztus 2. 14:30 (15:30) | Čupić 7            | (11–9)      | Császár, Nagy 4    | Copper Box, London Nézőszám: 4950 Játékvezetők: Abrahamsen, Kristiansen (NOR) |
| 2012. augusztus 2. 14:30 (15:30) | 6× 3×              | Jegyzőkönyv | 2× 3×              | Copper Box, London Nézőszám: 4950 Játékvezetők: Abrahamsen, Kristiansen (NOR) |

| 2012. augusztus 4. 21:15 (22:15) | Magyarország (HUN) | 22–33       | Spanyolország (ESP) | Copper Box, London Nézőszám: 4280 Játékvezetők: Horáček, Novotný (CZE) |
| 2012. augusztus 4. 21:15 (22:15) | Nagy 7             | (13–16)     | Aguinagalde 9       | Copper Box, London Nézőszám: 4280 Játékvezetők: Horáček, Novotný (CZE) |
| 2012. augusztus 4. 21:15 (22:15) | 4× 4×              | Jegyzőkönyv | 4× 3×               | Copper Box, London Nézőszám: 4280 Játékvezetők: Horáček, Novotný (CZE) |

| 2012. augusztus 6. 9:30 (10:30) | Magyarország (HUN) | 26–23       | Szerbia (SRB)      | Copper Box, London Nézőszám: 4159 Játékvezetők: Abrahamsen, Kristiansen (NOR) |
| 2012. augusztus 6. 9:30 (10:30) | Mocsai 9           | (9–11)      | Ilić, Prodanović 5 | Copper Box, London Nézőszám: 4159 Játékvezetők: Abrahamsen, Kristiansen (NOR) |
| 2012. augusztus 6. 9:30 (10:30) | 3× 4×              | Jegyzőkönyv | 4× 3×              | Copper Box, London Nézőszám: 4159 Játékvezetők: Abrahamsen, Kristiansen (NOR) |

Negyeddöntő
| 2012. augusztus 8. 11:00 (12:00) | Izland (ISL) | 33–34 (h. u.)         | Magyarország (HUN) | Basketball Arena, London Nézőszám: 9063 Játékvezetők: Lazaar, Reveret (FRA) |
| 2012. augusztus 8. 11:00 (12:00) | Sigurðsson 8 | (12–16, 27–27, 30–30) | Nagy 9             | Basketball Arena, London Nézőszám: 9063 Játékvezetők: Lazaar, Reveret (FRA) |
| 2012. augusztus 8. 11:00 (12:00) | 2× 3×        | Jegyzőkönyv           | 4× 3×              | Basketball Arena, London Nézőszám: 9063 Játékvezetők: Lazaar, Reveret (FRA) |

Elődöntő
| 2012. augusztus 10. 17:00 (18:00) | Magyarország (HUN) | 26–27       | Svédország (SWE) | Basketball Arena, London Nézőszám: 9597 Játékvezetők: Geipel, Helbig (GER) |
| 2012. augusztus 10. 17:00 (18:00) | Császár 8          | (12–15)     | Ekberg 6         | Basketball Arena, London Nézőszám: 9597 Játékvezetők: Geipel, Helbig (GER) |
| 2012. augusztus 10. 17:00 (18:00) | 3× 4×              | Jegyzőkönyv | 5× 3×            | Basketball Arena, London Nézőszám: 9597 Játékvezetők: Geipel, Helbig (GER) |

Bronzmérkőzés
| 2012. augusztus 12. 11:00 (12:00) | Magyarország (HUN) | 26–33       | Horvátország (CRO) | Basketball Arena, London Nézőszám: 9263 Játékvezetők: Horáček, Novotný (CZE) |
| 2012. augusztus 12. 11:00 (12:00) | Harsányi 7         | (14–19)     | Čupić 8            | Basketball Arena, London Nézőszám: 9263 Játékvezetők: Horáček, Novotný (CZE) |
| 2012. augusztus 12. 11:00 (12:00) | 4× 4×              | Jegyzőkönyv | 3× 3×              | Basketball Arena, London Nézőszám: 9263 Játékvezetők: Horáček, Novotný (CZE) |

| Csapat             | Helyezés |
| ------------------ | -------- |
| Magyarország (HUN) | 4.       |

## Műugrás
Kvótaszerzők
| Név          | Versenyszám        | Kvótaszerzés dátuma | Kvótaszerzés helye |
| Barta Nóra   | női 3 m-es műugrás |                     | Szabadkártya       |
| Gondos Flóra | női 3 m-es műugrás |                     | Szabadkártya       |

Női
| Versenyző    | Versenyszám    | Selejtező | Selejtező | Elődöntő | Elődöntő | Döntő   | Döntő    |
| Versenyző    | Versenyszám    | Pont      | Helyezés  | Pont     | Helyezés | Pont    | Helyezés |
| ------------ | -------------- | --------- | --------- | -------- | -------- | ------- | -------- |
| Barta Nóra   | Egyéni műugrás | 257,70    | 25.       | kiesett  | kiesett  | kiesett | kiesett  |
| Gondos Flóra | Egyéni műugrás | 266,45    | 22.       | kiesett  | kiesett  | kiesett | kiesett  |

## Ökölvívás
Kvótaszerzők
| Név           | Versenyszám                   | Kvótaszerzés dátuma | Kvótaszerzés helye |
| Káté Gyula    | férfi könnyűsúlyú ökölvívás   | 2011. október 4.    | Baku               |
| Varga Miklós  | férfi kisváltósúlyú ökölvívás | 2011. október 4.    | Baku               |
| Harcsa Zoltán | férfi középsúlyú ökölvívás    | 2011. október 7.    | Baku               |

Férfi
| Versenyző     | Versenyszám  | Selejtező                          | Nyolcaddöntő                       | Negyeddöntő                      | Elődöntő          | Döntő             | Helyezés |
| Versenyző     | Versenyszám  | Ellenfél Eredmény                  | Ellenfél Eredmény                  | Ellenfél Eredmény                | Ellenfél Eredmény | Ellenfél Eredmény | Helyezés |
| ------------- | ------------ | ---------------------------------- | ---------------------------------- | -------------------------------- | ----------------- | ----------------- | -------- |
| Varga Miklós  | Könnyűsúly   | Evaldas Petrauskassz (LTU) · 12-20 | kiesett                            | kiesett                          | kiesett           | kiesett           | 17.      |
| Káté Gyula    | Kisváltósúly | Mohamed Eszlammal (EGY) · 16-10    | Vincenzo Mangiacapre (ITA) · 14-20 | kiesett                          | kiesett           | kiesett           | 9.       |
| Harcsa Zoltán | Középsúly    | José Espinoza Mena (VEN) · 16-13   | Mujandjae Kasuto (NAM) · 16-7      | Esquiva Florentino (BRA) · 10-14 | kiesett           | kiesett           | 5.       |

## Öttusa
Kvótaszerzők
| Név            | Versenyszám   | Kvótaszerzés dátuma  | Kvótaszerzés helye              |
| Kasza Róbert   | férfi verseny | 2011. július 9.      | Londoni Világkupa-döntő         |
| Marosi Ádám    | férfi verseny | 2011. szeptember 11. | 2011-es öttusa-világbajnokság   |
| Tóth Adrienn   | női verseny   | 2011. július 31.     | 2011-es öttusa-Európa-bajnokság |
| Kovács Sarolta | női verseny   | 2011. július 31.     | 2011-es öttusa-Európa-bajnokság |

| Versenyző      | Versenyszám | Vívás    | Vívás | Vívás | Úszás   | Úszás | Úszás | Lovaglás | Lovaglás | Lovaglás | Lovaglás | Futás/Lövészet | Futás/Lövészet | Futás/Lövészet | Futás/Lövészet | Összesen    | Összesen |
| Versenyző      | Versenyszám | Eredmény | Pont  | Hely. | Idő     | Pont  | Hely. | Idő      | Hibapont | Pont     | Hely.    | Lövőhiba       | Idő            | Pont           | Hely.          | Összes pont | Helyezés |
| -------------- | ----------- | -------- | ----- | ----- | ------- | ----- | ----- | -------- | -------- | -------- | -------- | -------------- | -------------- | -------------- | -------------- | ----------- | -------- |
| Kasza Róbert   | Férfi       | 20-15    | 880   | 6.**  | 2:01,59 | 1344  | 7.    | 74,57    | 0        | 1200     | 1.       | 9              | 11:27,85       | 2252           | 32.            | 5676        | 12.      |
| Marosi Ádám    | Férfi       | 20-15    | 880   | 6.**  | 2:02,08 | 1336  | 8.    | 75,94    | 0        | 1200     | 2.       | 4              | 10:45,72       | 2420           | 12.            | 5836        |          |
| Kovács Sarolta | Női         | 11-24    | 664   | 32.*  | 2:08,11 | 1264  | 1.    | 0,00***  | 680      | 520      | 34.      | 6              | 12:43,69       | 1948           | 26.            | 4396        | 33.      |
| Tóth Adrienn   | Női         | 24-11    | 976   | 2.    | 2:17,32 | 1156  | 12.   | 72,35    | 100      | 1100     | 24.      | 8              | 13:07,33       | 1852           | 31.            | 5084        | 20.      |

* – egy másik versenyzővel azonos eredményt ért el

** – három másik versenyzővel azonos eredményt ért el

*** – nem ért célba

## Sportlövészet
Kvótaszerzők
| Név            | Versenyszám       | Kvótaszerzés dátuma | Kvótaszerzés helye                |
| Sidi Péter     | férfi légpuska    | 2010. július 31.    | müncheni sportlövő-világbajnokság |
| Csonka Zsófia  | női sportpisztoly | 2011. június 19.    | müncheni sportlövő-világkupa      |
| Bognár Richárd | dupla trap        | 2011. július 12.    | maribori világkupaverseny         |

Férfi
| Versenyző      | Versenyszám           | Selejtező | Selejtező | Döntő   | Döntő    |
| Versenyző      | Versenyszám           | Pont      | Helyezés  | Pont    | Helyezés |
| -------------- | --------------------- | --------- | --------- | ------- | -------- |
| Sidi Péter     | Légpuska              | 594       | 13.       | kiesett | kiesett  |
| Sidi Péter     | Sportpuska, összetett | 1168      | 8.*       | 1269,0  | 6.       |
| Sidi Péter     | Sportpuska, fekvő     | 595       | 11.**     | kiesett | kiesett  |
| Bognár Richárd | Dupla trap            | 137       | 6.        | 182     | 6.       |

Női
| Versenyző     | Versenyszám   | Selejtező | Selejtező | Döntő   | Döntő    |
| Versenyző     | Versenyszám   | Pont      | Helyezés  | Pont    | Helyezés |
| ------------- | ------------- | --------- | --------- | ------- | -------- |
| Csonka Zsófia | Légpisztoly   | 381       | 16.       | kiesett | kiesett  |
| Csonka Zsófia | Sportpisztoly | 584       | 6.        | 784,0   | 6.       |

* - három másik versenyzővel azonos eredményt ért el, szétlövés után 48,2 ponttal az 1. helyen végzett

** - nyolc másik versenyzővel azonos eredményt ért el, szétlövés után 50,0 ponttal a 8. helyen végzett

## Súlyemelés
Kvótaszerzők
| Név        | Versenyszám   | Kvótaszerzés dátuma | Kvótaszerzés helye                      |
| Nagy Péter | férfi +105 kg | 2012. április 15.   | törökországi súlyemelő-Európa-bajnokság |

Férfi
| Versenyző  | Versenyszám | Szakítás | Szakítás | Lökés    | Lökés    | Összesen | Helyezés |
| Versenyző  | Versenyszám | Eredmény | Helyezés | Eredmény | Helyezés | Összesen | Helyezés |
| ---------- | ----------- | -------- | -------- | -------- | -------- | -------- | -------- |
| Nagy Péter | +105 kg     | 191      | 9.       | 225      | 11.      | 416      | 8.       |

## Szinkronúszás
Kvótaszerzők
| Név           | Versenyszám | Kvótaszerzés dátuma | Kvótaszerzés helye |
| Czékus Eszter | páros       | 2011. április 22.   | London             |
| Kiss Szofi    | páros       | 2011. április 22.   | London             |

| Versenyző                | Versenyszám | Technikai gyakorlat | Technikai gyakorlat | Selejtező        | Selejtező        | Selejtező  | Selejtező  | Döntő            | Döntő            | Döntő      | Döntő      | Helyezés |
| Versenyző                | Versenyszám | Technikai gyakorlat | Technikai gyakorlat | Szabad gyakorlat | Szabad gyakorlat | Összesítés | Összesítés | Szabad gyakorlat | Szabad gyakorlat | Összesítés | Összesítés | Helyezés |
| Versenyző                | Versenyszám | Pont                | Hely.               | Pont             | Hely.            | Pont       | Hely.      | Pont             | Hely.            | Pont       | Hely.      | Helyezés |
| ------------------------ | ----------- | ------------------- | ------------------- | ---------------- | ---------------- | ---------- | ---------- | ---------------- | ---------------- | ---------- | ---------- | -------- |
| Czékus Eszter Kiss Szofi | Páros       | 79,400              | 21.                 | 79,080           | 21.              | 158,480    | 21.        | kiesett          | kiesett          | kiesett    | kiesett    | 21.      |

## Tenisz

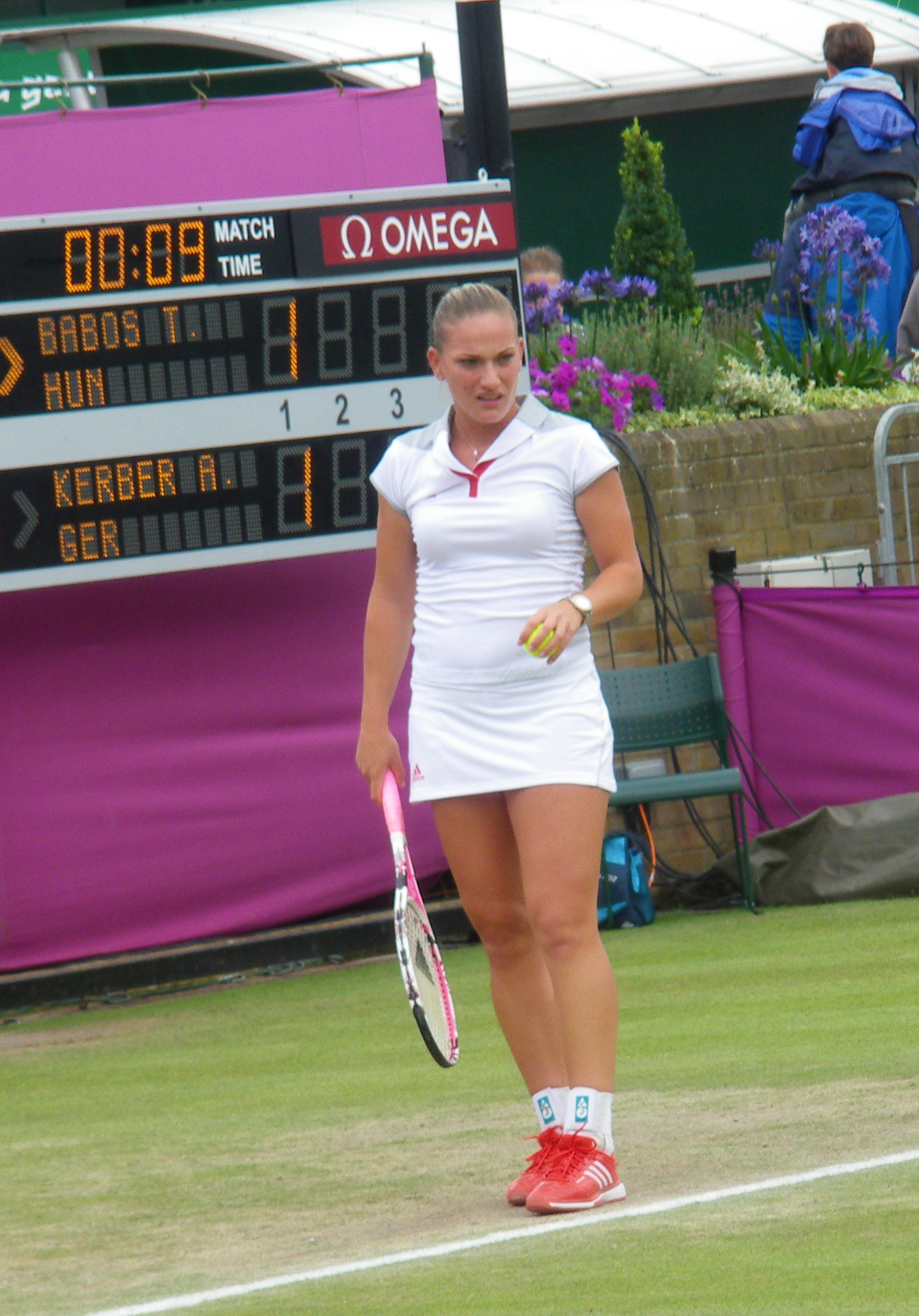
Babos Tímea az Angelique Kerber elleni mérkőzésen, az egyes versenyszám második körében

Kvótaszerzők
| Név          | Versenyszám  | Kvótaszerzés dátuma | Kvótaszerzés helye      |
| Szávay Ágnes | egyes, páros | 2012. június 27.    | világranglista-helyezés |
| Babos Tímea  | egyes, páros | 2012. június 27.    | világranglista-helyezés |

Női
| Versenyző                | Versenyszám | 64-es főtábla                        | 32-es főtábla                                                              | Nyolcaddöntő      | Negyeddöntő       | Elődöntő          | Bronz- mérkőzés   | Döntő             | Helyezés |
| Versenyző                | Versenyszám | Ellenfél Eredmény                    | Ellenfél Eredmény                                                          | Ellenfél Eredmény | Ellenfél Eredmény | Ellenfél Eredmény | Ellenfél Eredmény | Ellenfél Eredmény | Helyezés |
| ------------------------ | ----------- | ------------------------------------ | -------------------------------------------------------------------------- | ----------------- | ----------------- | ----------------- | ----------------- | ----------------- | -------- |
| Babos Tímea              | Egyes       | Galina Voszkobojeva (KAZ) · 6–4, 6–2 | Angelique Kerber (GER) · 1–6, 1–6                                          | kiesett           | kiesett           | kiesett           | kiesett           | kiesett           | 17.      |
| Szávay Ágnes             | Egyes       | Elena Baltacha (GBR) · 3–6, 3–6      | kiesett                                                                    | kiesett           | kiesett           | kiesett           | kiesett           | kiesett           | 33.      |
| Babos Tímea Szávay Ágnes | Páros       |                                      | Csehország (CZE) · Andrea Hlaváčková · Lucie Hradecká · 1–6, 7–6(7–5), 2–6 | kiesett           | kiesett           | kiesett           | kiesett           | kiesett           | 17.      |

## Torna
Kvótaszerzők
| Név             | Versenyszám             | Kvótaszerzés dátuma | Kvótaszerzés helye                      |
| Berki Krisztián | Férfi lólengésgyakorlat | 2011. október 27.   | 2011-es tokiói tornász-világbajnokság   |
| Hidvégi Vid     | Férfi egyéni összetett  | 2012. január 12.    | 2012-es tornászok londoni tesztversenye |
| Böczögő Dorina  | Női egyéni összetett    | 2012. január 12.    | 2012-es tornászok londoni tesztversenye |

Férfi
| Versenyző       | Versenyszám | Selejtező | Selejtező | Döntő    | Döntő    |
| Versenyző       | Versenyszám | Pontszám  | Helyezés  | Pontszám | Helyezés |
| --------------- | ----------- | --------- | --------- | -------- | -------- |
| Berki Krisztián | Lólengés    | 15,033    | 5.        | 16,066   |          |
| Hidvégi Vid     | Lólengés    | 15,100    | 3.        | 14,300   | 8.       |

Női
| Versenyző      | Versenyszám      | Selejtező | Selejtező | Döntő    | Döntő    |
| Versenyző      | Versenyszám      | Pontszám  | Helyezés  | Pontszám | Helyezés |
| -------------- | ---------------- | --------- | --------- | -------- | -------- |
| Böczögő Dorina | Talaj            | 13,166    | 52.       | kiesett  | kiesett  |
| Böczögő Dorina | Ugrás            | 12,916    | 17.       | kiesett  | kiesett  |
| Böczögő Dorina | Felemás korlát   | 13,200    | 50.       | kiesett  | kiesett  |
| Böczögő Dorina | Gerenda          | 11,600    | 73.       | kiesett  | kiesett  |
| Böczögő Dorina | Egyéni összetett | 50,599    | 49.       | kiesett  | kiesett  |

## Triatlon
Kvótaszerzők
| Név           | Versenyszám | Kvótaszerzés dátuma | Kvótaszerzés helye      |
| Kovács Zsófia | női verseny | 2012. május 28.     | világranglista-helyezés |

| Versenyző     | Versenyszám | 1,5 km úszás | Depózás 1 | 40 km kerékpározás | Depózás 2 | 10 km futás | Összesítés | Összesítés |
| Versenyző     | Versenyszám | Idő          | Idő       | Idő                | Idő       | Idő         | Idő        | Helyezés   |
| ------------- | ----------- | ------------ | --------- | ------------------ | --------- | ----------- | ---------- | ---------- |
| Kovács Zsófia | Női         | 19:51        | 0:44      | 1:10:40            | 0:34      | 38:50       | 2:10:39    | 51.        |

## Úszás
Nevezési szintek: A Nemzetközi Úszószövetség nevezési szinteket állapított meg az olimpiára (A szint, B szint). Egy ország egy versenyszámban legfeljebb 2 olyan versenyzőt indíthatott, akik teljesítették az A szintet, B szintesből pedig egy sportolót indíthatott, ha a FINA meghívta az olimpiára.

### A-szintesek
Kvótaszerzők
| Név               | Versenyszám                                                                     | Kvótaszerzés dátuma                                                  | Kvótaszerzés helye            |
| Risztov Éva       | női 800 m gyors női 400 m gyors női 10 km-es nyílt vízi                         | 2011. május 27. 2011. június 24. 2012. június 9.                     | Pozsony Debrecen Setúbal      |
| Cseh László       | férfi 200 m vegyes férfi 400 m vegyes férfi 100 m pillangó férfi 200 m pillangó | 2011. június 4. 2011. június 5. 2011. június 23. 2011. június 11.    | Barcelona Debrecen Monaco     |
| Kis Gergő         | férfi 400 m gyors férfi 1500 m gyors                                            | 2011. június 4. 2011. június 5.                                      | Barcelona                     |
| Biczó Bence       | férfi 200 m pillangó                                                            | 2011. június 4.                                                      | Barcelona                     |
| Kapás Boglárka    | női 800 m gyors női 400 m gyors                                                 | 2011. június 4. 2011. június 5.                                      | Barcelona                     |
| Verrasztó Dávid   | férfi 400 m vegyes férfi 200 m vegyes                                           | 2011. június 5. 2011. július 24.                                     | Barcelona Sanghaj             |
| Bernek Péter      | férfi 200 m hát                                                                 | 2011. június 11.                                                     | Monaco                        |
| Jakabos Zsuzsanna | női 200 m pillangó női 200 m gyors női 400 m vegyes női 200 m vegyes            | 2011. március 31. 2011. június 19. 2011. június 22. 2012. március 9. | Madrid Róma Debrecen Colombus |
| Mutina Ágnes      | női 200 m gyors                                                                 | 2011. április 1.                                                     | Madrid                        |
| Hosszú Katinka    | női 200 m vegyes női 400 m vegyes női 200 m pillangó                            | 2011. május 27. 2012. március 30. 2012. március 31.                  | Irvine Indianapolis           |
| Verrasztó Evelyn  | női 200 m vegyes női 200 m gyors                                                | 2011. június 25. 2011. július 24.                                    | Debrecen Sanghaj              |
| Gyurta Dániel     | férfi 200 m mell                                                                | 2011. június 25.                                                     | Debrecen                      |
| Takács Krisztián  | férfi 50 m gyors                                                                | 2011. július 29.                                                     | Sanghaj                       |
| Molnár Ákos       | férfi 200 m mell                                                                | 2012. április 1.                                                     | Debrecen                      |
| Bohus Richárd     | férfi 100 m hát                                                                 | 2012. május 21.                                                      | 2012-es úszó-Európa-bajnokság |
| Kozma Dominik     | férfi 200 m gyors                                                               | 2012. május 22.                                                      | 2012-es úszó-Európa-bajnokság |
| Gyurta Gergely    | férfi 1500 m gyors                                                              | 2012. május 23.                                                      | 2012-es úszó-Európa-bajnokság |
| Balog Gábor       | férfi 200 m hát                                                                 | 2012. május 25.                                                      | 2012-es úszó-Európa-bajnokság |
| Gercsák Csaba     | férfi 10 km-es nyílt vízi                                                       | 2012. június 10.                                                     | London                        |

Minden egyéni versenyszámban volt legalább egy A vagy B szintet teljesített magyar úszó, illetve mind a 6 váltó versenyszámban indulhatott a magyar csapat.
Olimpikonok adatai:
| Név               | Születési idő        | Születési hely       | Egyesület                 |
| Balog Gábor       | 1990. szeptember 2.  | Békéscsaba           | Dunaferr SE               |
| Bernek Péter      | 1992. április 13.    | Budapest             | Kőbánya SC                |
| Biczó Bence       | 1993. január 19.     | Pécs                 | Pécsi VSE                 |
| Bohus Richárd     | 1993. április 9.     | Békéscsaba           | Békéscsaba Előre UK       |
| Cseh László       | 1985. december 3.    | Budapest             | Kőbánya SC                |
| Dara Eszter       | 1990. május 30.      | Budapest             | Kőbánya SC                |
| Financsek Gábor*  | 1985. augusztus 27.  | Pécs                 |                           |
| Gregus Brigitta*  | 1992. július 21.     | Szeged               | Bajai Spartacus Vízügy SC |
| Gercsák Csaba     | 1988. augusztus 19.  | Budapest             | A Jövő SC                 |
| Gyurta Dániel     | 1989. május 4.       | Budapest             | A Jövő SC                 |
| Gyurta Gergely    | 1991. szeptember 12. | Budapest             | A Jövő SC                 |
| Hosszú Katinka    | 1989. május 3.       | Pécs                 | Bajai Spartacus Vízügy SC |
| Jakabos Zsuzsanna | 1989. április 3.     | Pécs                 | Pécs-ANK                  |
| Joó Sára*         | 1995. május 25.      | Budapest             | A Jövő SC                 |
| Kapás Boglárka    | 1993. április 22.    | Debrecen             | BVSC                      |
| Kádas Vivien*     | 1992. március 31.    | Miskolc              | Kőbánya SC                |
| Kis Gergő         | 1988. január 19.     | Tapolca              | Rája 94 Úszóklub          |
| Kozma Dominik     | 1991. április 10.    | Dunfermline (Skócia) | Kőbánya SC                |
| Molnár Ákos       | 1987. július 22.     | Szeged               | A Jövő SC                 |
| Mutina Ágnes      | 1988. április 19.    | Miskolc              | A Jövő SC                 |
| Risztov Éva       | 1985. augusztus 30.  | Hódmezővásárhely     | Debreceni Sportcentrum    |
| Povázsay Eszter   | 1990. november 14.   | Budapest             | Bp. Honvéd                |
| Pulai Bence       | 1991. október 27.    | Budapest             | Kőbánya SC                |
| Rákos Patrik*     | 1992. január 21.     | Veszprém             | Balaton UK                |
| Szekeres Dorina   | 1992. július 30.     | Zalaegerszeg         | Zalaegerszegi ÚK          |
| Szilágyi Liliána  | 1996. november 19.   | Budapest             | Kőbánya SC                |
| Sztankovics Anna  | 1996. január 10.     | Budapest             | A Jövő SC                 |
| Takács Krisztián  | 1985. december 30.   | Budapest             | Dunaferr SE               |
| Tompa Orsolya*    | 1991. július 14.     | Budapest             | A Jövő SC                 |
| Verrasztó Dávid   | 1988. augusztus 22.  | Budapest             | A Jövő SC                 |
| Verrasztó Evelyn  | 1989. július 17.     | Budapest             | A Jövő SC                 |
| Zámbó Balázs*     | 1992. január 1.      |                      | A Jövő SC                 |

* váltók tartaléktagjai
Férfi
| Versenyző                                           | Versenyszám            | Előfutam         | Előfutam         | Előfutam         | Elődöntő | Elődöntő | Elődöntő | Döntő      | Döntő    |
| Versenyző                                           | Versenyszám            | Idő              | Hely.            | Össz.            | Idő      | Hely.    | Össz.    | Idő        | Helyezés |
| --------------------------------------------------- | ---------------------- | ---------------- | ---------------- | ---------------- | -------- | -------- | -------- | ---------- | -------- |
| Takács Krisztián                                    | 50 m gyors             | 22,19            | 4.               | 14.              | 22,01    | 7.       | 12.      | kiesett    | kiesett  |
| Kozma Dominik                                       | 100 m gyors            | nem állt rajthoz | nem állt rajthoz | nem állt rajthoz | kiesett  | kiesett  | kiesett  | kiesett    | kiesett  |
| Kozma Dominik                                       | 200 m gyors            | 1:47,18          | 4.               | 9.               | 1:46,93  | 5.       | 10.      | kiesett    | kiesett  |
| Kis Gergő                                           | 400 m gyors            | 3:46,77          | 2.               | 5.               |          |          |          | 3:47,03    | 6.       |
| Kis Gergő                                           | 1500 m gyors           | 15:21,74         | 5.               | 19.              |          |          |          | kiesett    | kiesett  |
| Gyurta Gergely                                      | 1500 m gyors           | 15:04,22         | 4.               | 12.              |          |          |          | kiesett    | kiesett  |
| Bohus Richárd                                       | 100 m hát              | 54,84            | 5.               | 22.              | kiesett  | kiesett  | kiesett  | kiesett    | kiesett  |
| Balog Gábor                                         | 200 m hát              | 1:56,98          | 1.               | 5.               | 1:57,56  | 5.       | 11.      | kiesett    | kiesett  |
| Bernek Péter                                        | 200 m hát              | 1:57,52          | 3.               | 9.               | 1:57,71  | 6.       | 12.      | kiesett    | kiesett  |
| Gyurta Dániel                                       | 100 m mell             | 59,76            | 1.               | 4.               | 59,74    | 5.       | 7.       | 59,53      | 4.       |
| Gyurta Dániel                                       | 200 m mell             | 2:08,71          | 1.               | 1.               | 2:08,32  | 1.       | 2.       | 2:07,28 WR |          |
| Molnár Ákos                                         | 200 m mell             | 2:12,42          | 7.               | 20.              | kiesett  | kiesett  | kiesett  | kiesett    | kiesett  |
| Pulai Bence                                         | 100 m pillangó         | 52,19            | 1.               | 12.              | 52,40    | 6.*      | 14.*     | kiesett    | kiesett  |
| Biczó Bence                                         | 200 m pillangó         | 1:56,51          | 3.               | 13.              | 1:55,36  | 5.       | 9.       | kiesett    | kiesett  |
| Cseh László                                         | 200 m pillangó         | 1:55,86          | 2.               | 9.               | 1:55,88  | 7.       | 12.      | kiesett    | kiesett  |
| Cseh László                                         | 200 m vegyes           | 1:57,20          | 1.               | 1.               | 1:56,74  | 1.       | 2.       | 1:56,22    |          |
| Cseh László                                         | 400 m vegyes           | 4:13,40          | 2.               | 9.               |          |          |          | kiesett    | kiesett  |
| Verrasztó Dávid                                     | 400 m vegyes           | 4:18,31          | 6.               | 22.              |          |          |          | kiesett    | kiesett  |
| Verrasztó Dávid                                     | 200 m vegyes           | 2:04,53          | 8.               | 35.              |          |          |          | kiesett    | kiesett  |
| Gercsák Csaba                                       | 10 km nyílt vízi       |                  |                  |                  |          |          |          | 1:51:30,9  | 18.      |
| Takács Krisztián Balog Gábor Kis Gergő Bernek Péter | 4 × 100 m gyorsváltó   | 3:21,91          | 8.               | 14.              |          |          |          | kiesett    | kiesett  |
| Kozma Dominik Bernek Péter Cseh László Kis Gergő    | 4 × 200 m gyorsváltó   | 7:11,64          | 4.               | 8.               |          |          |          | 7:13,66    | 8.       |
| Pulai Bence Kozma Dominik Gyurta Dániel Cseh László | 4 × 100 m vegyes váltó | 3:34,44          | 4.               | 7.               |          |          |          | 3:33,02    | 5.       |

Női
| Versenyző                                                       | Versenyszám            | Előfutam         | Előfutam         | Előfutam         | Elődöntő | Elődöntő | Elődöntő | Döntő     | Döntő    |
| Versenyző                                                       | Versenyszám            | Idő              | Hely.            | Össz.            | Idő      | Hely.    | Össz.    | Idő       | Helyezés |
| --------------------------------------------------------------- | ---------------------- | ---------------- | ---------------- | ---------------- | -------- | -------- | -------- | --------- | -------- |
| Dara Eszter                                                     | 50 m gyors             | nem állt rajthoz | nem állt rajthoz | nem állt rajthoz | kiesett  | kiesett  | kiesett  | kiesett   | kiesett  |
| Dara Eszter                                                     | 100 m gyors            | 57,37            | 1.               | 23.              | kiesett  | kiesett  | kiesett  | kiesett   | kiesett  |
| Mutina Ágnes                                                    | 200 m gyors            | 1:59,56          | 8.               | 22.              | kiesett  | kiesett  | kiesett  | kiesett   | kiesett  |
| Kapás Boglárka                                                  | 400 m gyors            | 4:10,01          | 7.               | 17.              |          |          |          | kiesett   | kiesett  |
| Kapás Boglárka                                                  | 800 m gyors            | 8:26,43          | 2.*              | 6.*              |          |          |          | 8:23,89   | 6.       |
| Risztov Éva                                                     | 800 m gyors            | 8:29,06          | 4.               | 13.              |          |          |          | kiesett   | kiesett  |
| Risztov Éva                                                     | 400 m gyors            | 4:09,08          | 4.               | 16.              |          |          |          | kiesett   | kiesett  |
| Risztov Éva                                                     | 10 km nyílt vízi       |                  |                  |                  |          |          |          | 1:57:38,2 |          |
| Sztankovics Anna                                                | 100 m mell             | 1:09,65          | 2.               | 31.              | kiesett  | kiesett  | kiesett  | kiesett   | kiesett  |
| Sztankovics Anna                                                | 200 m mell             | 2:29,67          | 2.               | 29.              | kiesett  | kiesett  | kiesett  | kiesett   | kiesett  |
| Povázsay Eszter                                                 | 100 m hát              | 1:03,55          | 6.               | 38.              | kiesett  | kiesett  | kiesett  | kiesett   | kiesett  |
| Szekeres Dorina                                                 | 200 m hát              | 2:18,16          | 4.               | 35.              | kiesett  | kiesett  | kiesett  | kiesett   | kiesett  |
| Szilágyi Liliána                                                | 100 m pillangó         | 1:00,34          | 6.               | 34.              | kiesett  | kiesett  | kiesett  | kiesett   | kiesett  |
| Jakabos Zsuzsanna                                               | 200 m pillangó         | 2:07,79          | 3.               | 5.               | 2:06,82  | 3.       | 5.       | 2:07,33   | 7.       |
| Jakabos Zsuzsanna                                               | 400 m vegyes           | 4:37,37          | 3.               | 9.               |          |          |          | kiesett   | kiesett  |
| Hosszú Katinka                                                  | 400 m vegyes           | 4:33,77          | 2.               | 3.               |          |          |          | 4:33,49   | 4.       |
| Hosszú Katinka                                                  | 200 m pillangó         | 2:07,75          | 2.               | 4.               | 2:07,69  | 4.       | 9.       | kiesett   | kiesett  |
| Hosszú Katinka                                                  | 200 m vegyes           | 2:10,68          | 2.               | 4.               | 2:10,74  | 1.       | 5.       | 2:14,19   | 8.       |
| Verrasztó Evelyn                                                | 200 m vegyes           | 2:12,17          | 3.               | 8.               | 2:11,53  | 4.       | 9.       | kiesett   | kiesett  |
| Verrasztó Evelyn Mutina Ágnes Risztov Éva Dara Eszter           | 4 × 100 m gyorsváltó   | 3:44,79          | 8.               | 15.              |          |          |          | kiesett   | kiesett  |
| Hosszú Katinka Mutina Ágnes Jakabos Zsuzsanna Verrasztó Evelyn  | 4 × 200 m gyorsváltó   | 7:54,58          | 4.               | 9.               |          |          |          | kiesett   | kiesett  |
| Jakabos Zsuzsanna Sztankovics Anna Dara Eszter Verrasztó Evelyn | 4 × 100 m vegyes váltó | kizárták         | kizárták         | kizárták         |          |          |          | kiesett   | kiesett  |

* - egy másik versenyzővel azonos időt ért el

## Vitorlázás
Kvótaszerzők
| Név             | Versenyszám | Kvótaszerzés dátuma | Kvótaszerzés helye                  |
| Detre Diána     | női szörf   | 2011. december 10.  | Perth, kvalifikációs világbajnokság |
| Berecz Zsombor  | férfi laser | 2011. december 14.  | Perth, kvalifikációs világbajnokság |
| Gádorfalvi Áron | férfi szörf | 2011. december 17.  | Perth, kvalifikációs világbajnokság |

Férfi
| Versenyző       | Versenyszám     | Futam | Futam | Futam | Futam | Futam | Futam | Futam | Futam | Futam | Futam | Futam   | Pontszám | Helyezés |
| Versenyző       | Versenyszám     | 1     | 2     | 3     | 4     | 5     | 6     | 7     | 8     | 9     | 10    | É       | Pontszám | Helyezés |
| --------------- | --------------- | ----- | ----- | ----- | ----- | ----- | ----- | ----- | ----- | ----- | ----- | ------- | -------- | -------- |
| Gádorfalvi Áron | Szörfvitorlázás | 34    | 33    | (39*) | 22    | 7     | 21    | 18    | 24    | 3     | 25    | kiesett | 187      | 25.      |
| Berecz Zsombor  | Laser           | 30    | (34)  | 11    | 12    | 33    | 3     | 21    | 14    | 4     | 31    | kiesett | 159      | 21.      |

Női
| Versenyző   | Versenyszám     | Futam | Futam | Futam | Futam | Futam | Futam | Futam | Futam | Futam | Futam | Futam   | Pontszám | Helyezés |
| Versenyző   | Versenyszám     | 1     | 2     | 3     | 4     | 5     | 6     | 7     | 8     | 9     | 10    | É       | Pontszám | Helyezés |
| ----------- | --------------- | ----- | ----- | ----- | ----- | ----- | ----- | ----- | ----- | ----- | ----- | ------- | -------- | -------- |
| Detre Diána | Szörfvitorlázás | 17    | 16    | 13    | 19    | 16    | 14    | 17    | 19    | (21)  | 20    | kiesett | 150      | 18.      |

* - nem ért célba

## Vívás
Kvótaszerzők
| Név           | Versenyszám             | Kvótaszerzés dátuma | Kvótaszerzés helye             |
| Imre Géza     | férfi párbajtőr, egyéni | 2012. március 17.   | világranglista-helyezés        |
| Szilágyi Áron | férfi kard, egyéni      | 2012. március 18.   | világranglista-helyezés        |
| Mohamed Aida  | női tőr, egyéni         | 2012. március 25.   | világranglista-helyezés        |
| Szász Emese   | női párbajtőr, egyéni   | 2012. április 21.   | pozsonyi kvalifikációs verseny |

Férfi
| Versenyző     | Versenyszám       | Selejtező         | 32-es főtábla                        | Nyolcaddöntő                  | Negyeddöntő               | Elődöntő                       | Bronz- mérkőzés   | Döntő                        | Helyezés |
| Versenyző     | Versenyszám       | Ellenfél Eredmény | Ellenfél Eredmény                    | Ellenfél Eredmény             | Ellenfél Eredmény         | Ellenfél Eredmény              | Ellenfél Eredmény | Ellenfél Eredmény            | Helyezés |
| ------------- | ----------------- | ----------------- | ------------------------------------ | ----------------------------- | ------------------------- | ------------------------------ | ----------------- | ---------------------------- | -------- |
| Imre Géza     | Párbajtőr, egyéni |                   | Abdelkarim el-Hauarivel (MAR) · 15–8 | Bartosz Piasecki (NOR) · 7–15 | kiesett                   | kiesett                        | kiesett           | kiesett                      | 14.      |
| Szilágyi Áron | Kard, egyéni      | erőnyerő          | Yu Peng Kean (MAS) · 15–1            | Csung Man (CHN) · 15–10       | Max Hartung (GER) · 15–13 | Nyikolaj Kovaljov (RUS) · 15–7 |                   | Diego Occhiuzzi (ITA) · 15–8 |          |

Női
| Versenyző    | Versenyszám       | Selejtező         | 32-es főtábla                 | Nyolcaddöntő           | Negyeddöntő       | Elődöntő          | Bronz- mérkőzés   | Döntő             | Helyezés |
| Versenyző    | Versenyszám       | Ellenfél Eredmény | Ellenfél Eredmény             | Ellenfél Eredmény      | Ellenfél Eredmény | Ellenfél Eredmény | Ellenfél Eredmény | Ellenfél Eredmény | Helyezés |
| ------------ | ----------------- | ----------------- | ----------------------------- | ---------------------- | ----------------- | ----------------- | ----------------- | ----------------- | -------- |
| Mohamed Aida | Tőr, egyéni       | erőnyerő          | Nzingha Prescod (USA) · 15–10 | Nam Hjonhi (KOR) · 7–8 | kiesett           | kiesett           | kiesett           | kiesett           | 13.      |
| Szász Emese  | Párbajtőr, egyéni | erőnyerő          | Cshö Indzsong (KOR) · 12–15   | kiesett                | kiesett           | kiesett           | kiesett           | kiesett           | 25.      |

## Vízilabda

### Férfi
Kvótaszerzők
| Név               | Versenyszám     | Kvótaszerzés dátuma | Kvótaszerzés helye                |
| Magyar válogatott | férfi vízilabda | 2011. július 26.    | Sanghaj, vízilabda-világbajnokság |

Játékoskeret
| Név                 | Születési idő        | Születési hely | Klub               |
| Biros Péter         | 1976. április 5.     | Miskolc        | ZF-Eger            |
| Hárai Balázs        | 1987. április 5.     | Budapest       | Bp. Honvéd         |
| Hosnyánszky Norbert | 1984. március 4.     | Budapest       | ZF-Eger            |
| Kásás Tamás         | 1976. július 20.     | Budapest       | Pro Recco          |
| Kiss Gergely dr.    | 1977. szeptember 21. | Budapest       | Bp. Vasas          |
| Madaras Norbert     | 1979. december 1.    | Eger           | Pro Recco          |
| Nagy Viktor         | 1983. július 24.     | Budapest       | Bp. Vasas          |
| Steinmetz Ádám      | 1980. augusztus 11.  | Budapest       | Bp. Vasas          |
| Szécsi Zoltán       | 1977. december 22.   | Budapest       | ZF-Eger            |
| Szivós Márton       | 1981. augusztus 19.  | Budapest       | Bp. Honvéd         |
| Varga Dániel        | 1983. szeptember 25. | Budapest       | VK Primorje Rijeka |
| Varga Dénes         | 1987. március 29.    | Budapest       | VK Primorje Rijeka |
| Varga Tamás         | 1975. július 14.     | Budapest       | Debreceni VSE      |

### Eredmények
Csoportkör
B csoport
| Csapat                 | M | Gy | D | V | G+ | G– | Gk  | P |
| ---------------------- | - | -- | - | - | -- | -- | --- | - |
| Szerbia (SRB)          | 5 | 4  | 1 | 0 | 69 | 38 | +31 | 9 |
| Montenegró (MNE)       | 5 | 3  | 1 | 1 | 54 | 41 | +13 | 7 |
| Magyarország (HUN)     | 5 | 3  | 0 | 2 | 65 | 52 | +13 | 6 |
| Egyesült Államok (USA) | 5 | 3  | 0 | 2 | 43 | 44 | −1  | 6 |
| Románia (ROU)          | 5 | 1  | 0 | 4 | 48 | 55 | −7  | 2 |
| Nagy-Britannia (GBR)   | 5 | 0  | 0 | 5 | 28 | 77 | −49 | 0 |

| 2012. július 29. 15:30 (16:30) | Magyarország (HUN)   | 10–14       | Szerbia (SRB) | Water Polo Arena, London Játékvezetők: Sergi Sanchez (ESP), Massimiliano Caputi (ITA) |
| 2012. július 29. 15:30 (16:30) | (2–2, 1–3, 3–5, 4–4) |             |               | Water Polo Arena, London Játékvezetők: Sergi Sanchez (ESP), Massimiliano Caputi (ITA) |
| 2012. július 29. 15:30 (16:30) | három játékos 2      | Jegyzőkönyv | Prlainović 5  | Water Polo Arena, London Játékvezetők: Sergi Sanchez (ESP), Massimiliano Caputi (ITA) |

| 2012. július 31. 10:00 (11:00) | Magyarország (HUN)   | 10–11       | Montenegró (MNE) | Water Polo Arena, London Játékvezetők: Sergi Sanchez (ESP), Daniel Flahive (AUS) |
| 2012. július 31. 10:00 (11:00) | (2–2, 3–4, 3–3, 2–2) |             |                  | Water Polo Arena, London Játékvezetők: Sergi Sanchez (ESP), Daniel Flahive (AUS) |
| 2012. július 31. 10:00 (11:00) | Biros 3              | Jegyzőkönyv | Brguljan 3       | Water Polo Arena, London Játékvezetők: Sergi Sanchez (ESP), Daniel Flahive (AUS) |

| 2012. augusztus 2. 15:30 (16:30) | Románia (ROU)        | 15–17       | Magyarország (HUN) | Water Polo Arena, London Játékvezetők: Massimiliano Balfanbayev (KAZ), Sergi Sanchez (ESP) |
| 2012. augusztus 2. 15:30 (16:30) | (4–5, 5–4, 2–5, 4–3) |             |                    | Water Polo Arena, London Játékvezetők: Massimiliano Balfanbayev (KAZ), Sergi Sanchez (ESP) |
| 2012. augusztus 2. 15:30 (16:30) | Buşilă, Ghiban 3     | Jegyzőkönyv | Madaras 5          | Water Polo Arena, London Játékvezetők: Massimiliano Balfanbayev (KAZ), Sergi Sanchez (ESP) |

| 2012. augusztus 4. 18:20 (19:20) | Magyarország (HUN)   | 17–6        | Nagy-Britannia (GBR) | Water Polo Arena, London Játékvezetők: German Moller (ARG), Denis Danelon (BRA) |
| 2012. augusztus 4. 18:20 (19:20) | (6–1, 5–4, 4–0, 2–1) |             |                      | Water Polo Arena, London Játékvezetők: German Moller (ARG), Denis Danelon (BRA) |
| 2012. augusztus 4. 18:20 (19:20) | Kásás, Madaras 3     | Jegyzőkönyv | hat játékos 1        | Water Polo Arena, London Játékvezetők: German Moller (ARG), Denis Danelon (BRA) |

| 2012. augusztus 6. 15:30 (16:30) | Magyarország (HUN)   | 11–6        | Egyesült Államok (USA) | Water Polo Arena, London Játékvezetők: Daniel Flahive (AUS), Georgios Stavridis (GRE) |
| 2012. augusztus 6. 15:30 (16:30) | (1–0, 5–2, 4–1, 1–3) |             |                        | Water Polo Arena, London Játékvezetők: Daniel Flahive (AUS), Georgios Stavridis (GRE) |
| 2012. augusztus 6. 15:30 (16:30) | Hosnyánszky 3        | Jegyzőkönyv | hat játékos 1          | Water Polo Arena, London Játékvezetők: Daniel Flahive (AUS), Georgios Stavridis (GRE) |

Negyeddöntő
| 32. mérkőzés 2012. augusztus 8. 18:40 (19:40) | Olaszország (ITA)    | 11–9        | Magyarország (HUN) | Water Polo Arena, London Játékvezetők: Georgios Stavridis (GRE), Alan Balfanbayev (KAZ) |
| 32. mérkőzés 2012. augusztus 8. 18:40 (19:40) | (2–2, 3–2, 3–1, 3–4) |             |                    | Water Polo Arena, London Játékvezetők: Georgios Stavridis (GRE), Alan Balfanbayev (KAZ) |
| 32. mérkőzés 2012. augusztus 8. 18:40 (19:40) | három játékos 3      | Jegyzőkönyv | Madaras 3          | Water Polo Arena, London Játékvezetők: Georgios Stavridis (GRE), Alan Balfanbayev (KAZ) |

Az 5–8. helyért
| 2012. augusztus 10. 18:30 (19:30) | Magyarország (HUN)   | 10–9        | Ausztrália (AUS) | Water Polo Arena, London Játékvezetők: Mihajlo Ćirić (SRB), German Moller (ARG) |
| 2012. augusztus 10. 18:30 (19:30) | (4–2, 2–4, 1–0, 3–3) |             |                  | Water Polo Arena, London Játékvezetők: Mihajlo Ćirić (SRB), German Moller (ARG) |
| 2012. augusztus 10. 18:30 (19:30) | Madaras, Biros 3     | Jegyzőkönyv | három játékos 2  | Water Polo Arena, London Játékvezetők: Mihajlo Ćirić (SRB), German Moller (ARG) |

Az 5. helyért
| 2012. augusztus 12. 11:40 (12:40) | Spanyolország (ESP)  | 8–14        | Magyarország (HUN) | Water Polo Arena, London Játékvezetők: Marijo Brguljan (MNE), Alan Balfanbajev (KAZ) |
| 2012. augusztus 12. 11:40 (12:40) | (1–4, 2–3, 1–5, 4–2) |             |                    | Water Polo Arena, London Játékvezetők: Marijo Brguljan (MNE), Alan Balfanbajev (KAZ) |
| 2012. augusztus 12. 11:40 (12:40) | Minguell 3           | Jegyzőkönyv | hat játékos 2      | Water Polo Arena, London Játékvezetők: Marijo Brguljan (MNE), Alan Balfanbajev (KAZ) |

| Csapat             | Helyezés |
| ------------------ | -------- |
| Magyarország (HUN) | 5.       |

### Női
Kvótaszerzők
| Név               | Versenyszám   | Kvótaszerzés dátuma | Kvótaszerzés helye          |
| Magyar válogatott | női vízilabda | 2012. április 20.   | Trieszt, olimpiai selejtező |

Játékoskeret
| Név                | Születési idő       | Születési hely  | klub                           |
| Antal Dóra         | 1993. szeptember 9. | Eger            | Egri VK                        |
| Bolonyai Flóra     | 1991. április 5.    | Budapest        | University of South California |
| Bujka Barbara      | 1986. szeptember 5. | Budapest        | Messina                        |
| Czigány Dóra       | 1992. október 23.   | Cegléd          | Egri VK                        |
| Csabai Dóra        | 1989. április 20.   | Budapest        | BVSC                           |
| Drávucz Rita       | 1980. április 14.   | Szolnok         | Pro Recco                      |
| Gangl Edina        | 1990. június 25.    | Mosonmagyaróvár | Egri VK                        |
| Keszthelyi Rita    | 1991. december 10.  | Budapest        | Szentesi VK                    |
| Kisteleki Hanna    | 1991. március 10.   | Budapest        | BVSC                           |
| Menczinger Katalin | 1989. január 17.    | Budapest        | Dunaújvárosi Főiskola VE       |
| Szűcs Gabriella    | 1988. március 7.    | Székesfehérvár  | Dunaújvárosi Főiskola VE       |
| Takács Orsolya     | 1985. május 20.     | Budapest        | Szentesi VK                    |
| Tóth Ildikó        | 1987. április 23.   | Budapest        | BVSC                           |

### Eredmények
A csoport
| Csapat                 | M | Gy | D | V | G+ | G– | Gk | P |
| ---------------------- | - | -- | - | - | -- | -- | -- | - |
| Spanyolország (ESP)    | 3 | 2  | 1 | 0 | 33 | 26 | +7 | 5 |
| Egyesült Államok (USA) | 3 | 2  | 1 | 0 | 30 | 28 | +2 | 5 |
| Magyarország (HUN)     | 3 | 1  | 0 | 2 | 35 | 37 | −2 | 2 |
| Kína (CHN)             | 3 | 0  | 0 | 3 | 22 | 29 | −7 | 0 |

| 2012. július 30. 19:40 (20:40) | Magyarország (HUN)   | 13–14       | Egyesült Államok (USA) | Water Polo Arena, London Játékvezetők: Brian Littlejohn (GBR), Denis Danelon (BRA) |
| 2012. július 30. 19:40 (20:40) | (3–4, 4–4, 2–3, 4–3) |             |                        | Water Polo Arena, London Játékvezetők: Brian Littlejohn (GBR), Denis Danelon (BRA) |
| 2012. július 30. 19:40 (20:40) | Bujka 4              | Jegyzőkönyv | Steffens 7             | Water Polo Arena, London Játékvezetők: Brian Littlejohn (GBR), Denis Danelon (BRA) |

| 2012. augusztus 1. 14:10 (15:10) | Magyarország (HUN)   | 11–10       | Kína (CHN)     | Water Polo Arena, London Játékvezetők: Georgios Stavridis (GRE), Svetlana Dreval (RUS) |
| 2012. augusztus 1. 14:10 (15:10) | (1–3, 4–4, 4–3, 2–0) |             |                | Water Polo Arena, London Játékvezetők: Georgios Stavridis (GRE), Svetlana Dreval (RUS) |
| 2012. augusztus 1. 14:10 (15:10) | Szűcs 4              | Jegyzőkönyv | négy játékos 2 | Water Polo Arena, London Játékvezetők: Georgios Stavridis (GRE), Svetlana Dreval (RUS) |

| 2012. augusztus 3. 15:30 (16:30) | Spanyolország (ESP)  | 13–11       | Magyarország (HUN) | Water Polo Arena, London Játékvezetők: Massimiliano Caputi (ITA), Szvetlana Dreval (RUS) |
| 2012. augusztus 3. 15:30 (16:30) | (4–3, 3–2, 3–2, 3–4) |             |                    | Water Polo Arena, London Játékvezetők: Massimiliano Caputi (ITA), Szvetlana Dreval (RUS) |
| 2012. augusztus 3. 15:30 (16:30) | Espar 3              | Jegyzőkönyv | Antal 4            | Water Polo Arena, London Játékvezetők: Massimiliano Caputi (ITA), Szvetlana Dreval (RUS) |

Negyeddöntő
| 2012. augusztus 5. 14:50 (15:50) | Magyarország (HUN)   | 11–10       | Oroszország (RUS) | Water Polo Arena, London Játékvezetők: Massimiliano Caputi (ITA), Marijo Brguljan (MNE) |
| 2012. augusztus 5. 14:50 (15:50) | (3–3, 4–2, 1–3, 3–2) |             |                   | Water Polo Arena, London Játékvezetők: Massimiliano Caputi (ITA), Marijo Brguljan (MNE) |
| 2012. augusztus 5. 14:50 (15:50) | négy játékos 2       | Jegyzőkönyv | Ivanova 4         | Water Polo Arena, London Játékvezetők: Massimiliano Caputi (ITA), Marijo Brguljan (MNE) |

Elődöntő
| 2012. augusztus 7. 19:40 (20:40) | Magyarország (HUN)   | 9–10        | Spanyolország (ESP) | Water Polo Arena, London Játékvezetők: Dragan Stampalija (CRO), Massimiliano Caputi (ITA) |
| 2012. augusztus 7. 19:40 (20:40) | (1–2, 4–5, 2–2, 2–1) |             |                     | Water Polo Arena, London Játékvezetők: Dragan Stampalija (CRO), Massimiliano Caputi (ITA) |
| 2012. augusztus 7. 19:40 (20:40) | három játékos 2      | Jegyzőkönyv | Espar 4             | Water Polo Arena, London Játékvezetők: Dragan Stampalija (CRO), Massimiliano Caputi (ITA) |

Bronzmérkőzés
| 2012. augusztus 9. 18:40 (19:40) | Ausztrália (AUS)          | 13–11 (h. u.) | Magyarország (HUN) | Water Polo Arena, London Játékvezetők: Adrian Alexandrescu (ROU), Dragan Stampalija (CRO) |
| 2012. augusztus 9. 18:40 (19:40) | (2–1, 5–3, 3–4, 1–3, 2–0) |               |                    | Water Polo Arena, London Játékvezetők: Adrian Alexandrescu (ROU), Dragan Stampalija (CRO) |
| 2012. augusztus 9. 18:40 (19:40) | Beadsworth 4              | Jegyzőkönyv   | Keszthelyi 3       | Water Polo Arena, London Játékvezetők: Adrian Alexandrescu (ROU), Dragan Stampalija (CRO) |

| Csapat             | Helyezés |
| ------------------ | -------- |
| Magyarország (HUN) | 4.       |